# Parque Linear Tiquatira
O Parque Linear Tiquatira, oficialmente chamado de Parque Linear Tiquatira Engenheiro Werner Eugênio Zulauf, é um parque linear localizado na divisa dos distritos da Penha e Cangaíba, Zona Leste de São Paulo, fundado em 2007. É o primeiro parque linear da cidade de São Paulo. 

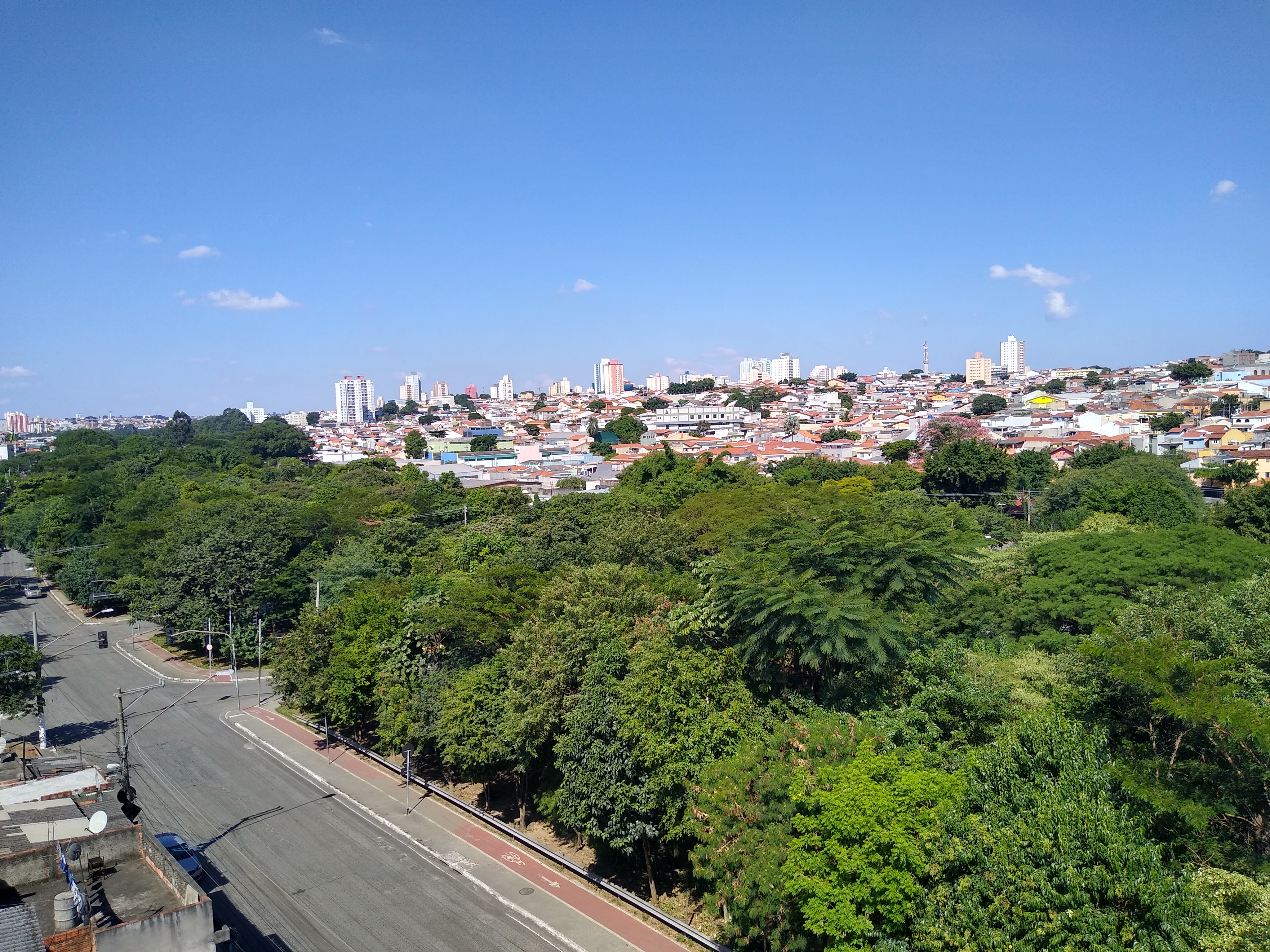
Avenida Governador Carvalho Pinto ao fundo distrito da Penha

## História
O córrego do Tiquatira delimitou por muitos anos a área urbana da cidade, separando-a da área rural. Em 1988 foi inaugurada a Avenida Governador Carvalho Pinto, ligando a Avenida São Miguel até a Marginal Tietê. Entre as pistas dessa avenida, surgiu o parque.
Sua área verde nasceu mediante ao esforço de um morador local conhecido como O plantador de árvores, Hélio da Silva, que ao longo da sua vida plantou mais de 25 mil árvores as margens do córrego Tiquatira e longo da Avenida Governador Carvalho Pinto, com 320.000 m² de área verde, sua extensão vai do final do viaduto General Milton Tavares de Souza que liga a avenida Governador Carvalho Pinto a Rodovia Marginal Tietê até a avenida São Miguel. É considerado o primeiro parque linear de São Paulo, o nome Tiquatira é proveniente do córrego existente dentro do parque.
O plantio de árvores encontrou resistência por parte dos comerciantes no início, pois acreditavam que as árvores atrapalhariam a visualização dos estabelecimentos comerciais do local. Após várias tentativas de plantio de mudas, que eram destruídas, a insistência de Hélio da Silva resultou na expansão da área arborizada no parque.

## Estrutura

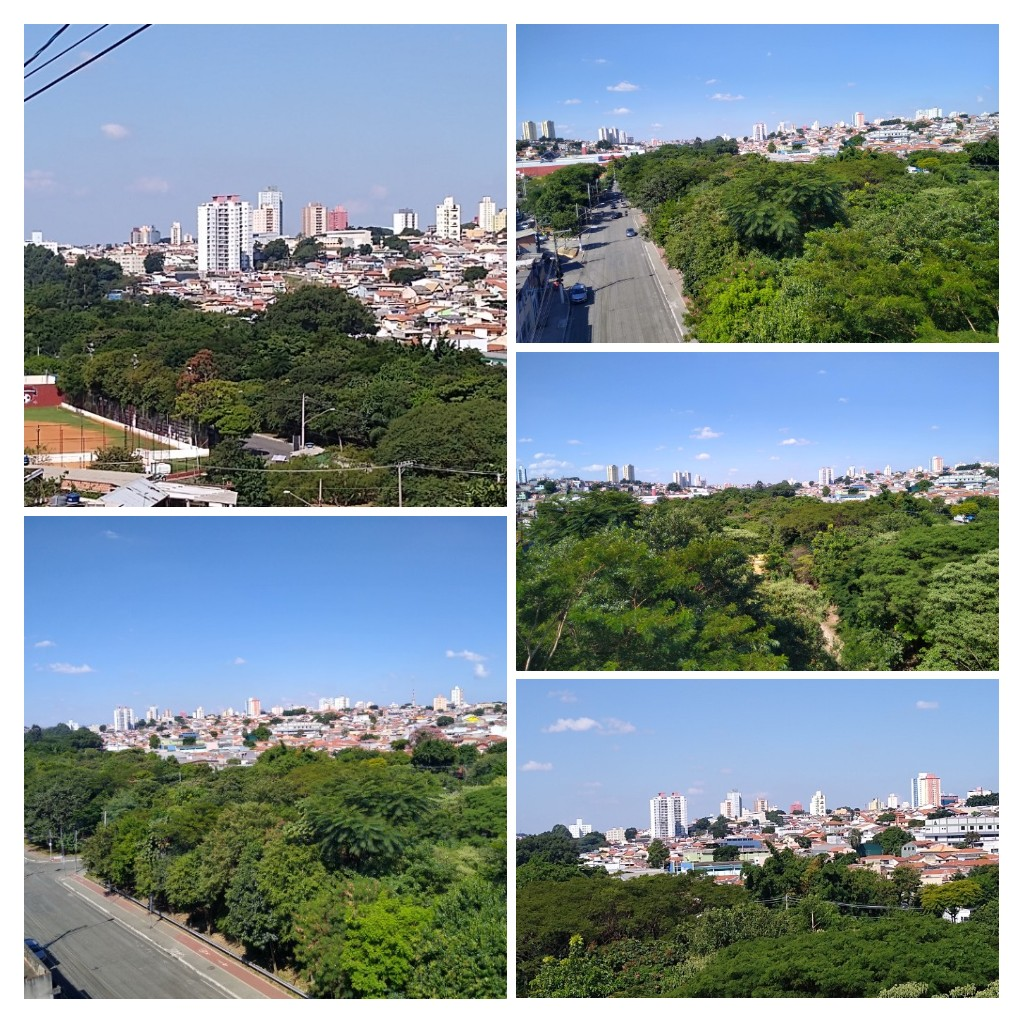
Parque Linear Tiquatira

O parque conta com diversas espécies de flora, incluindo muitas espécies de árvores nativas da Mata Atlântica. Algumas das espécies presentes no local são jequitibá, imbaúba, ingá, pitangueira e jacarandá. Na área do parque funciona um Clube Escola (SEME), o Clube da Comunidade (CDC) que cuida de um campo de futebol, e o Centro Esportivo Luiz Martinez em uma área de 20 mil metros quadrados que possui uma ótima estrutura com diversos aparatos para auto exercício, além de uma brinquedoteca, um campo de futebol aberto, duas canchas de bocha, uma quadra adaptada, duas salas de ginástica e uma sala de musculação com orientação profissional. Aos domingos, na praça central do parque acontece uma feira de artesanato das 10 às 16h.
Ainda fazem parte da estrutura ao longo do parque quadras poliesportivas, playground infantil, quiosques de descanso, pistas de Cooper e caminhada, ciclismo e skate, e uma arena aberta. Sinais de WiFi de acesso gratuito estão disponíveis em vários pontos ao longo do parque. Uma ciclofaixa de lazer, com 14 km de extensão funciona no entorno do parque aos domingos e feriados.

Vista panorâmica da praça principal

## Galeria de fotos

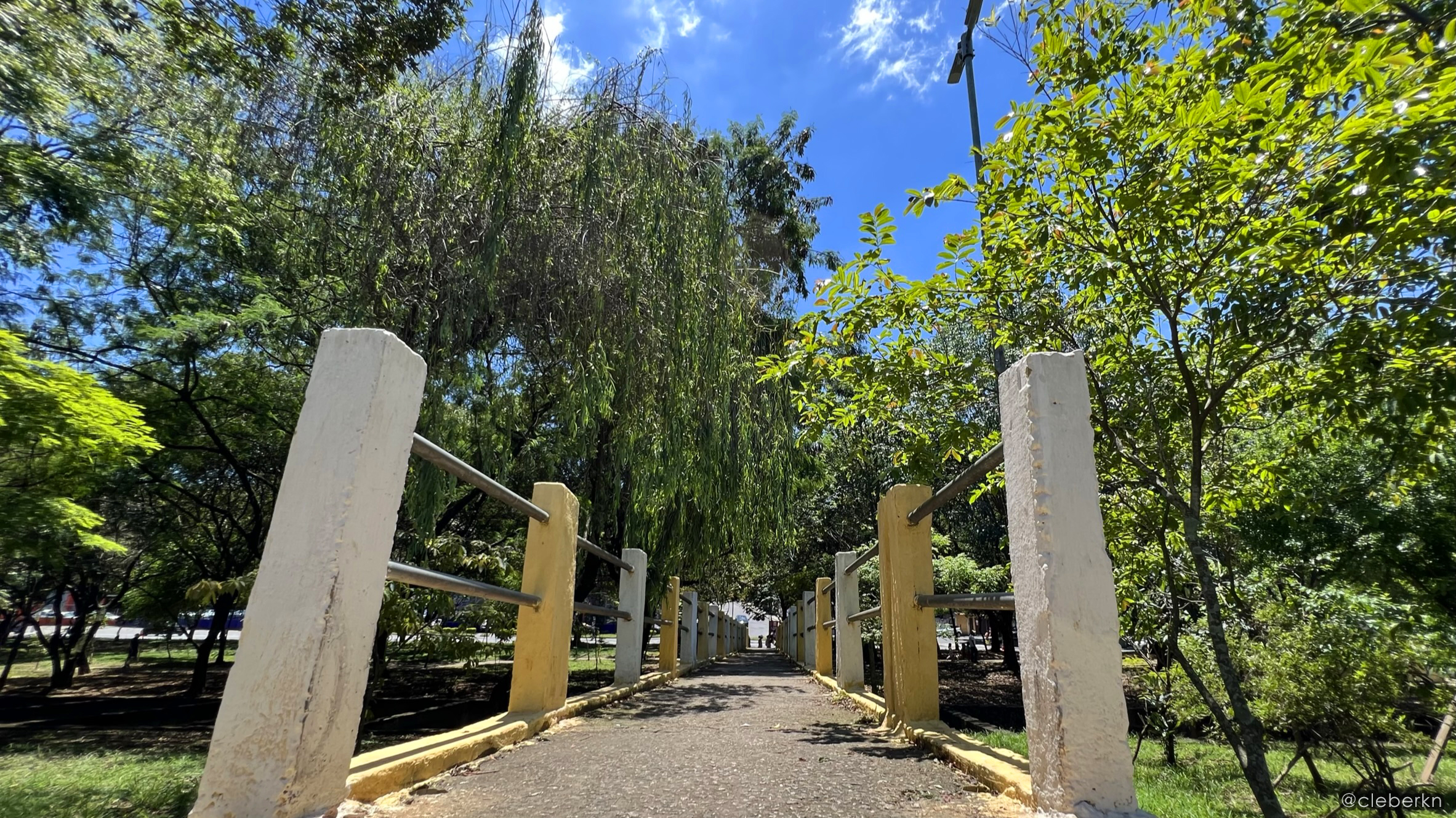
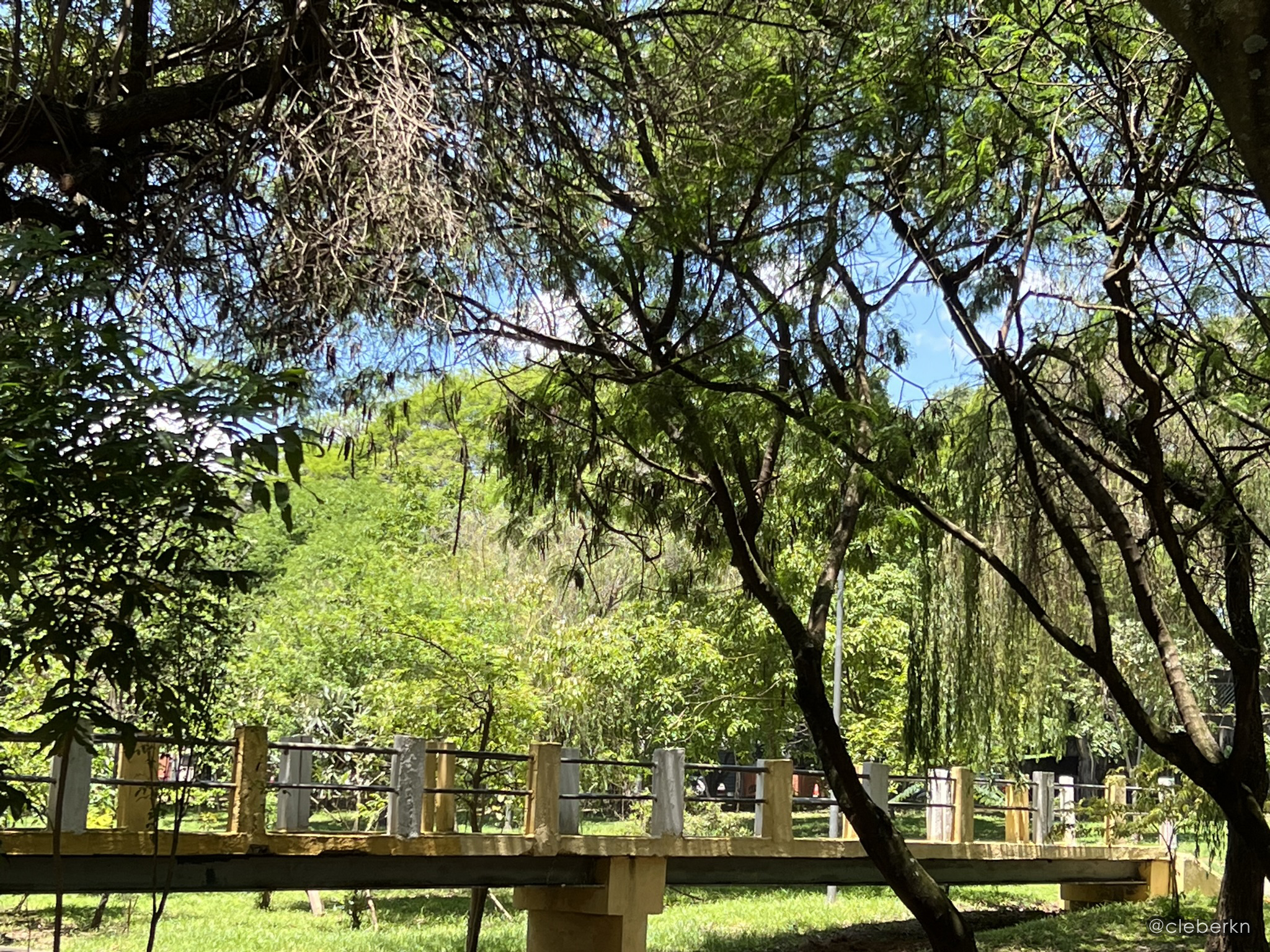
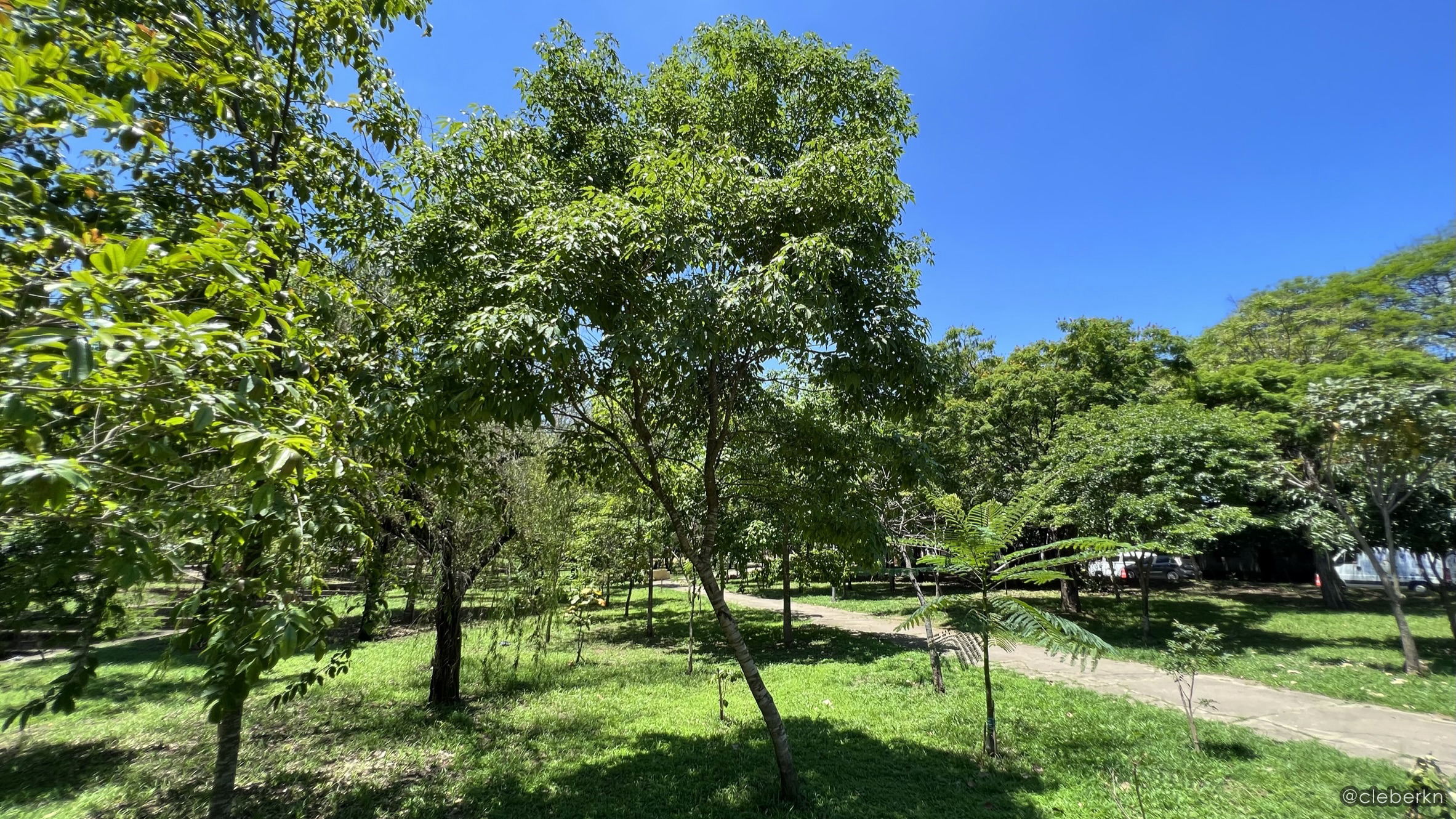
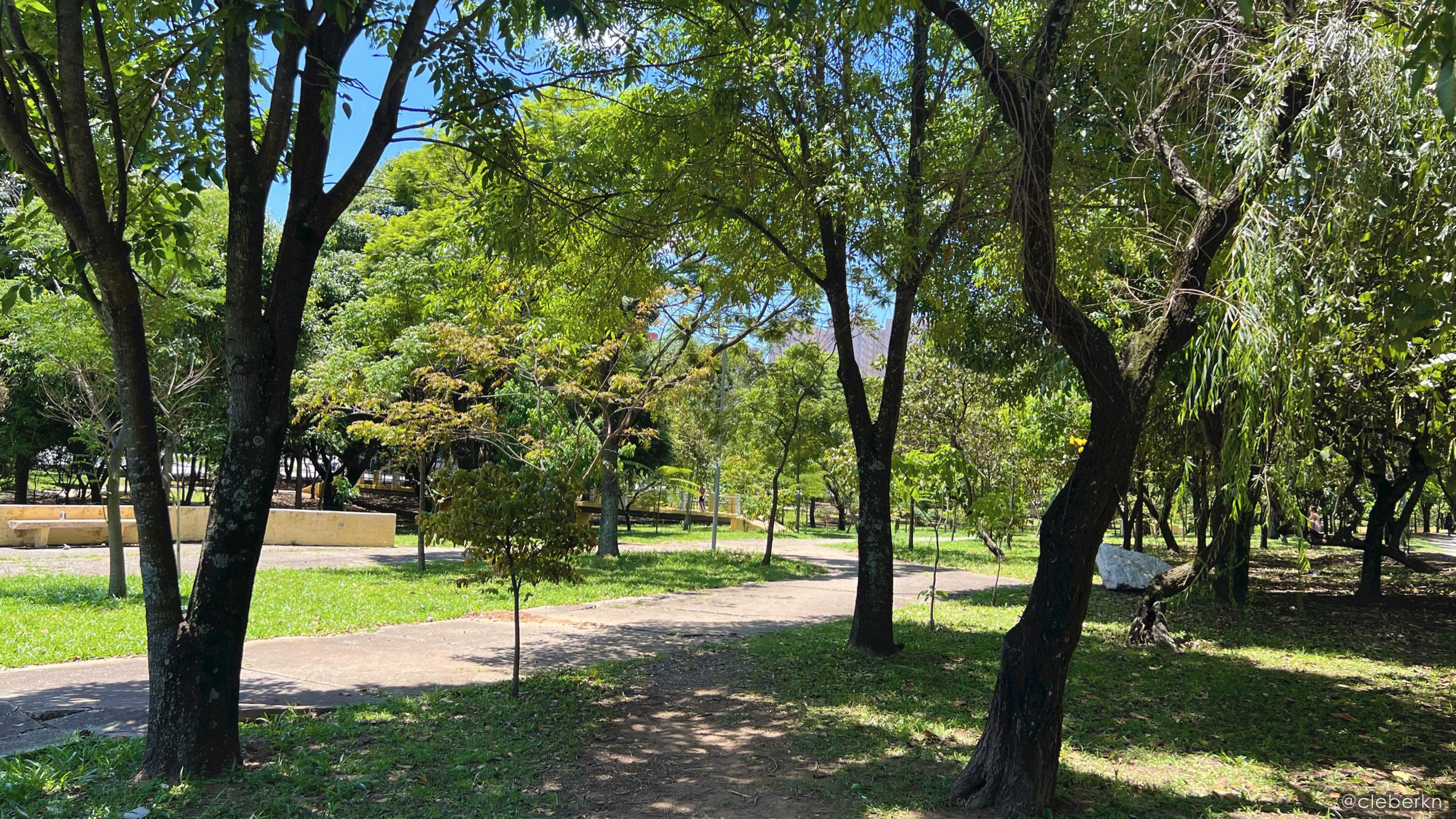
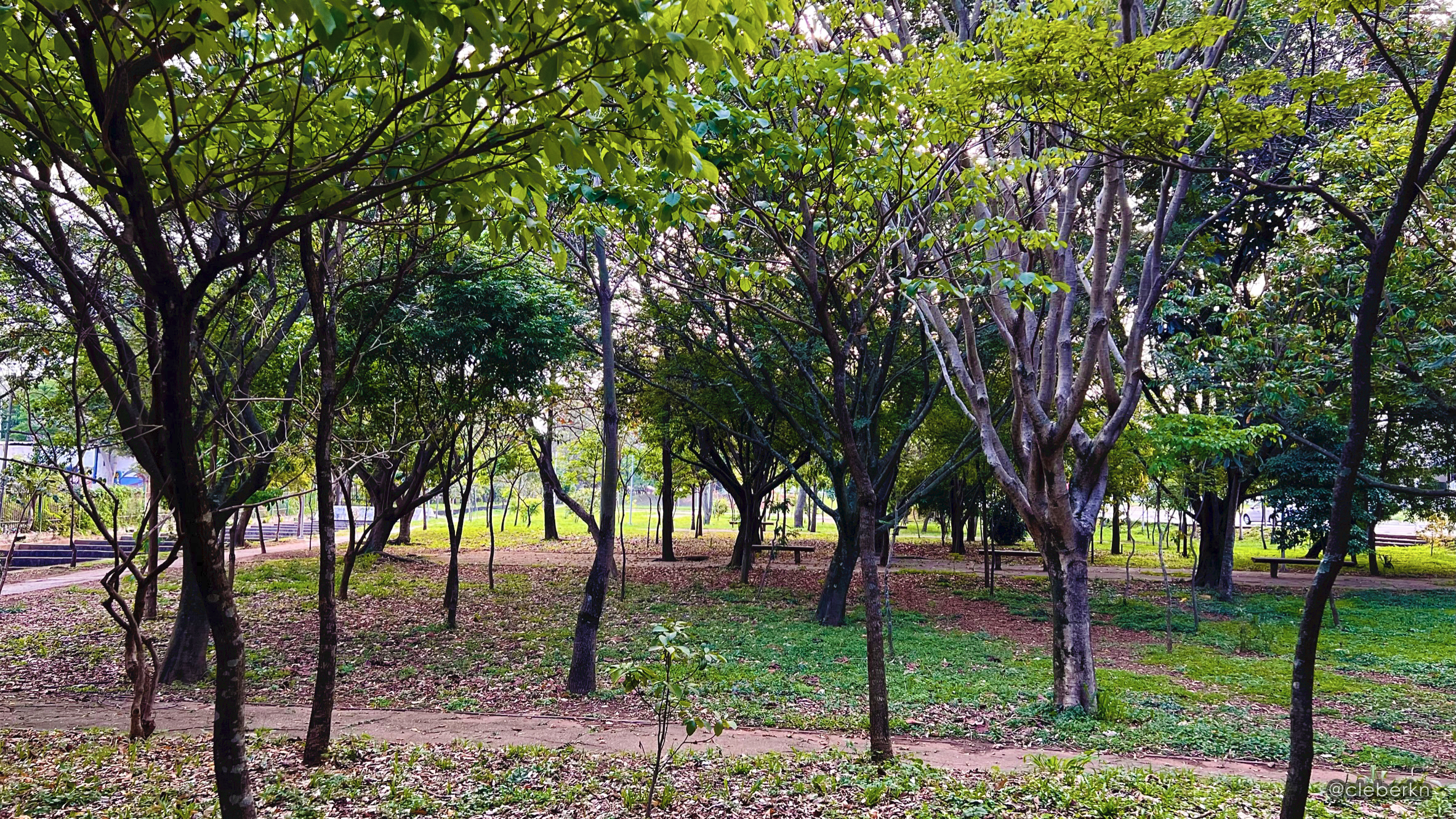
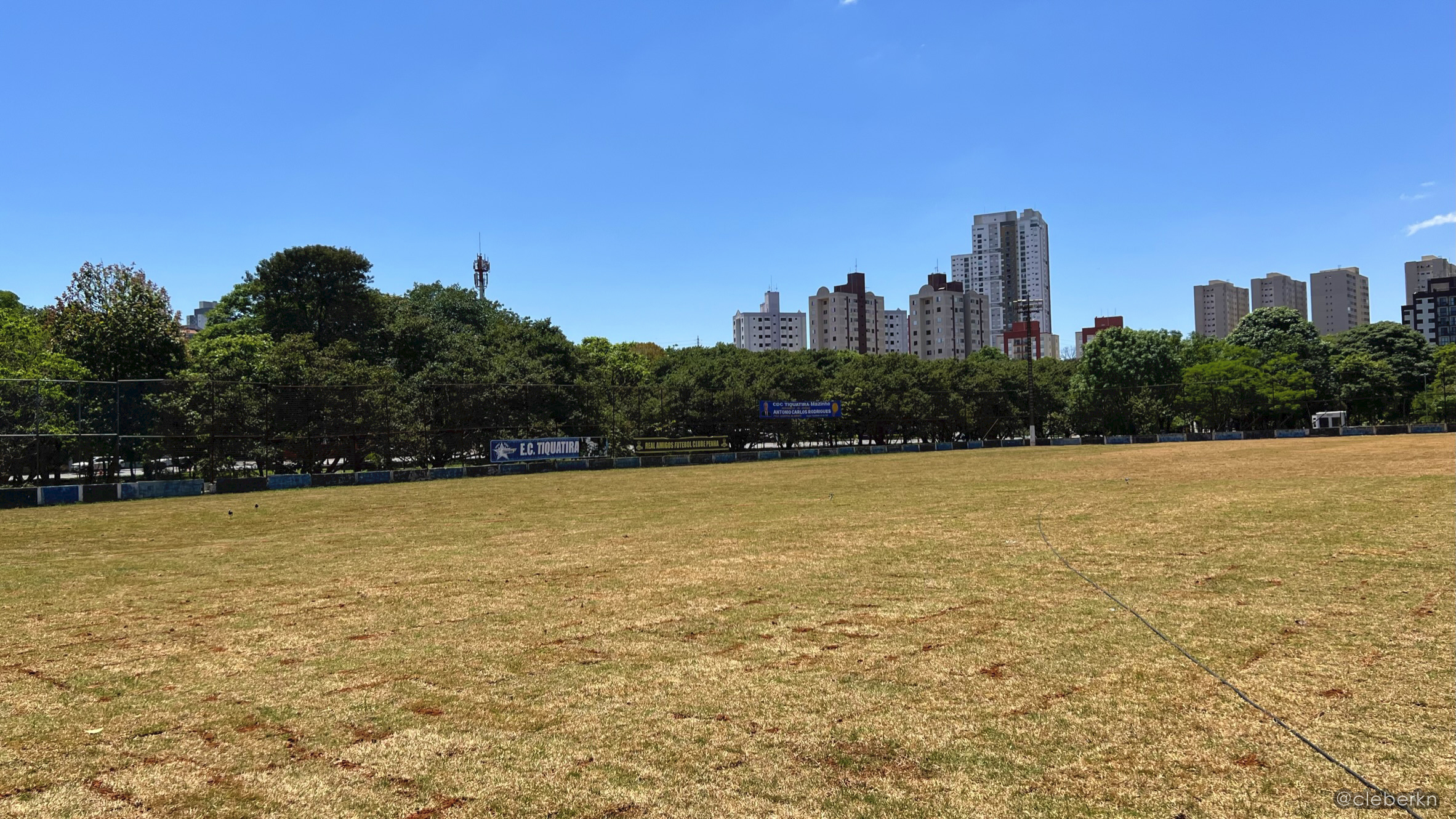
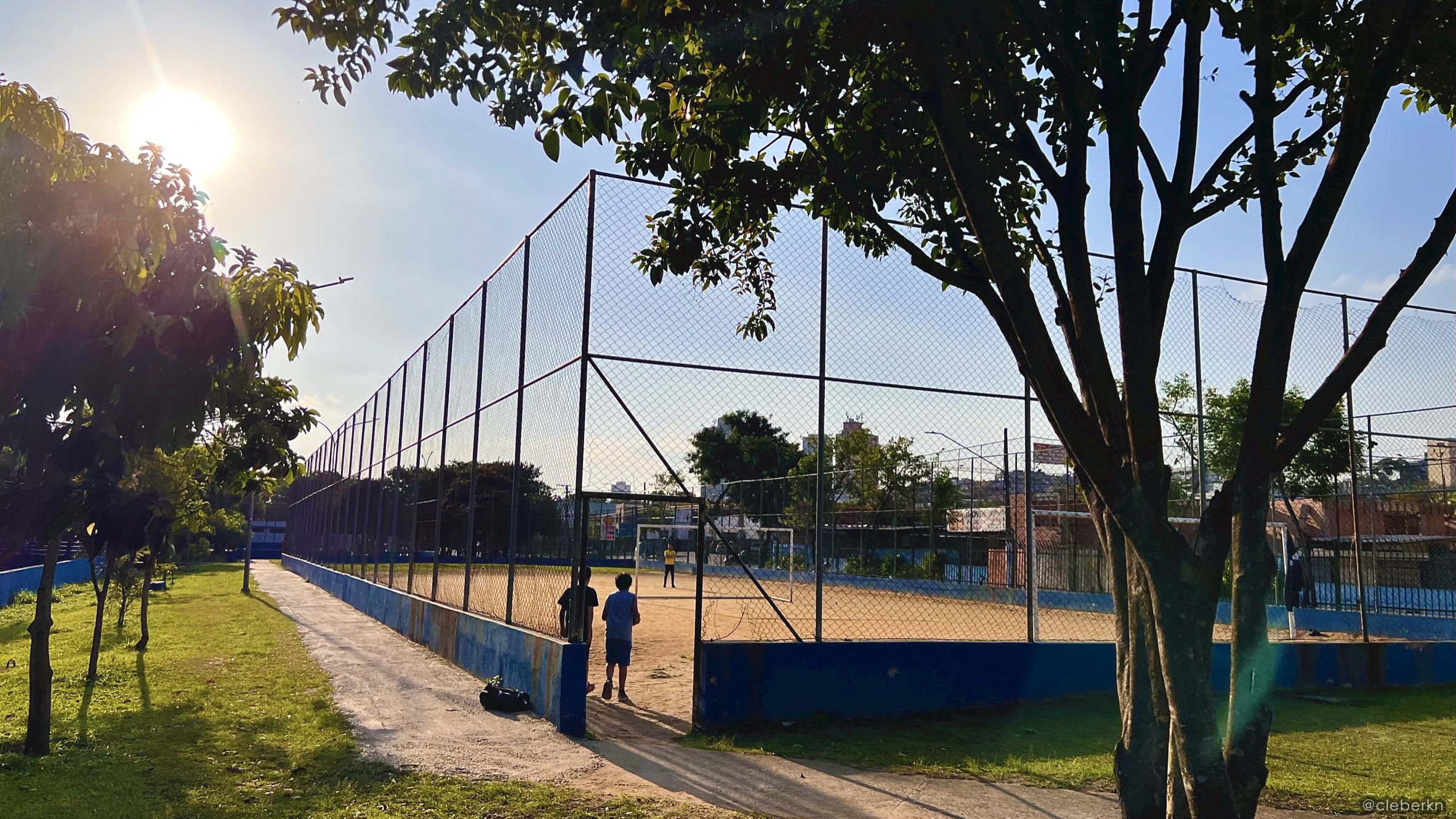
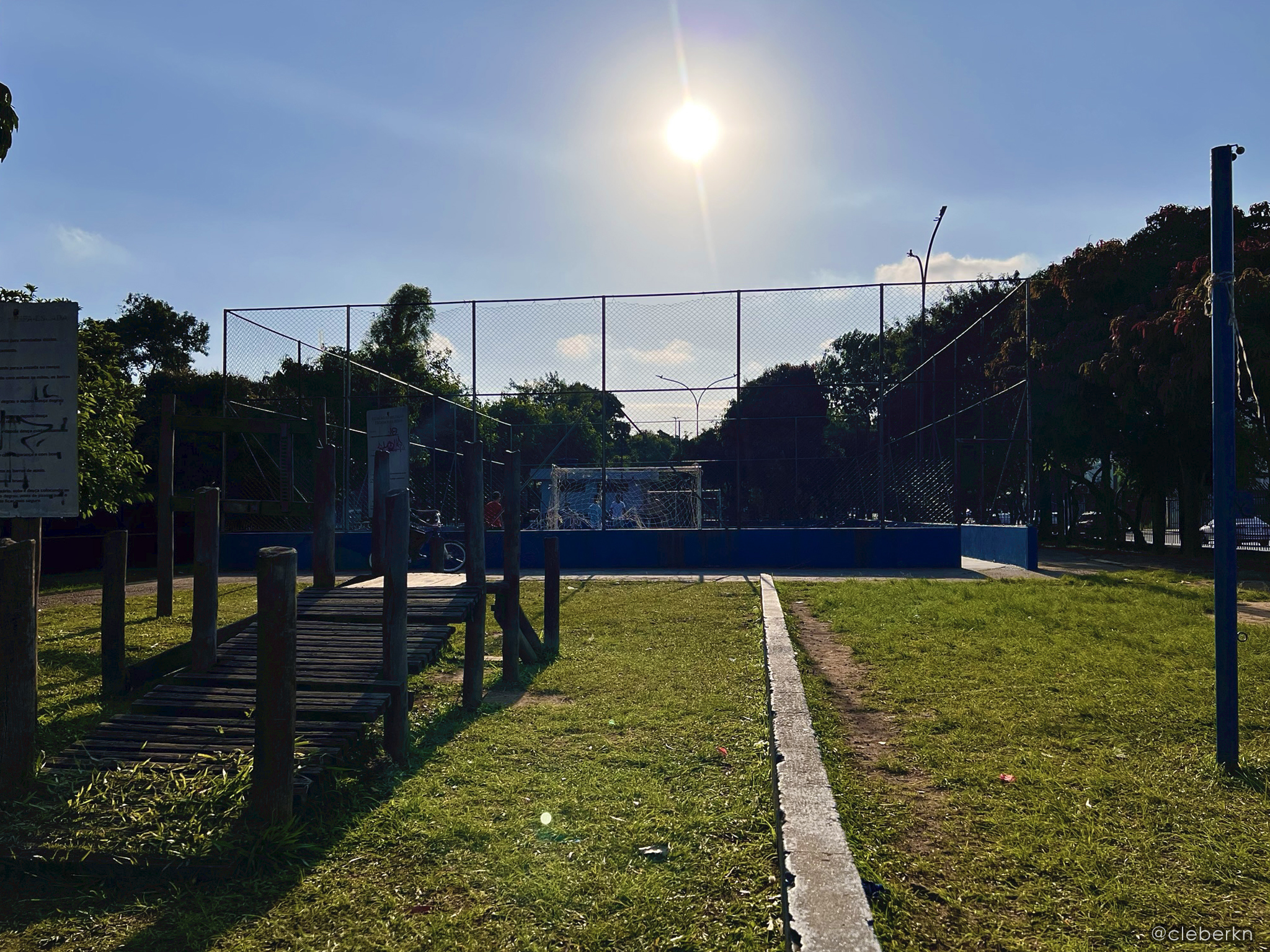
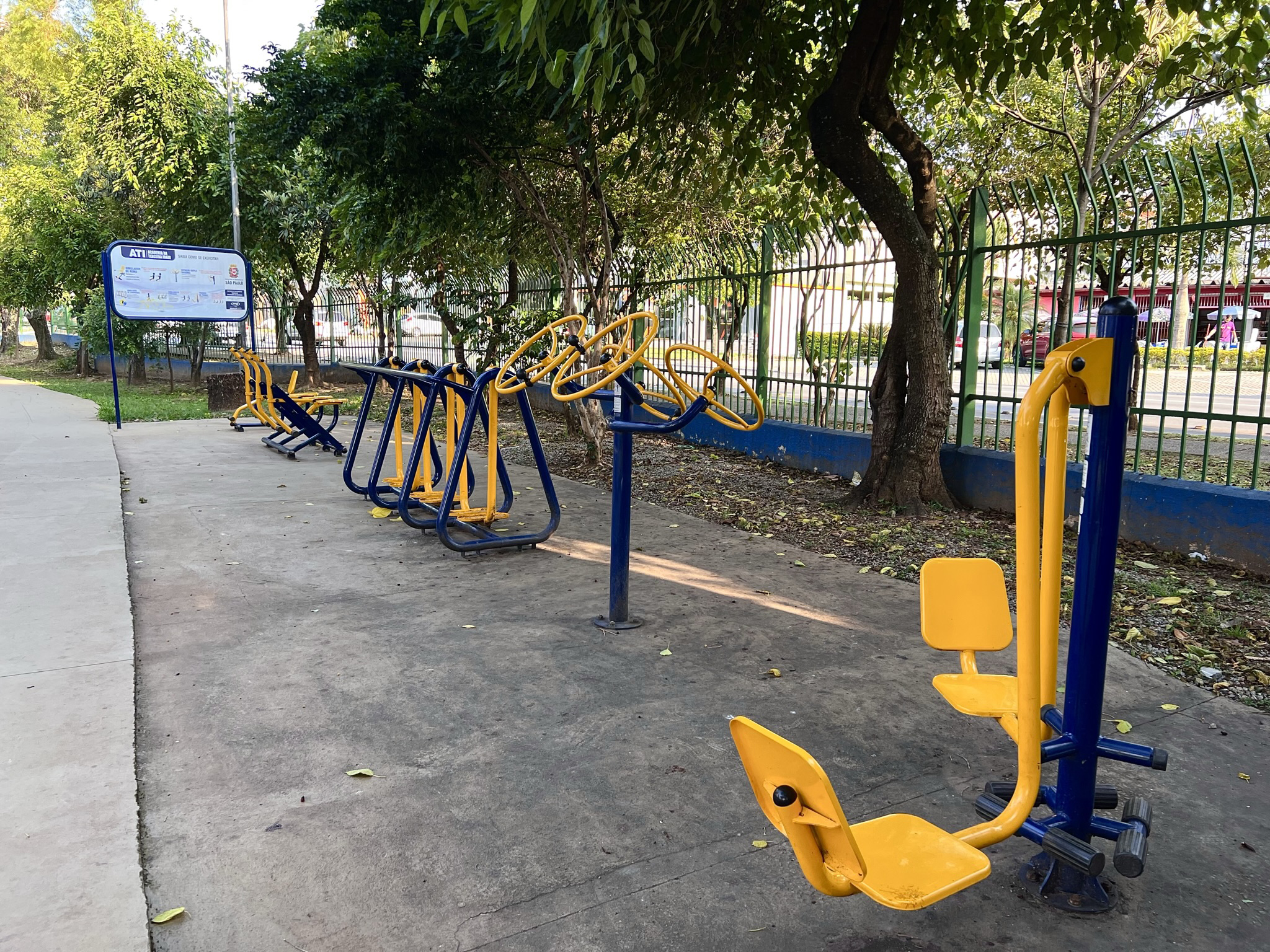
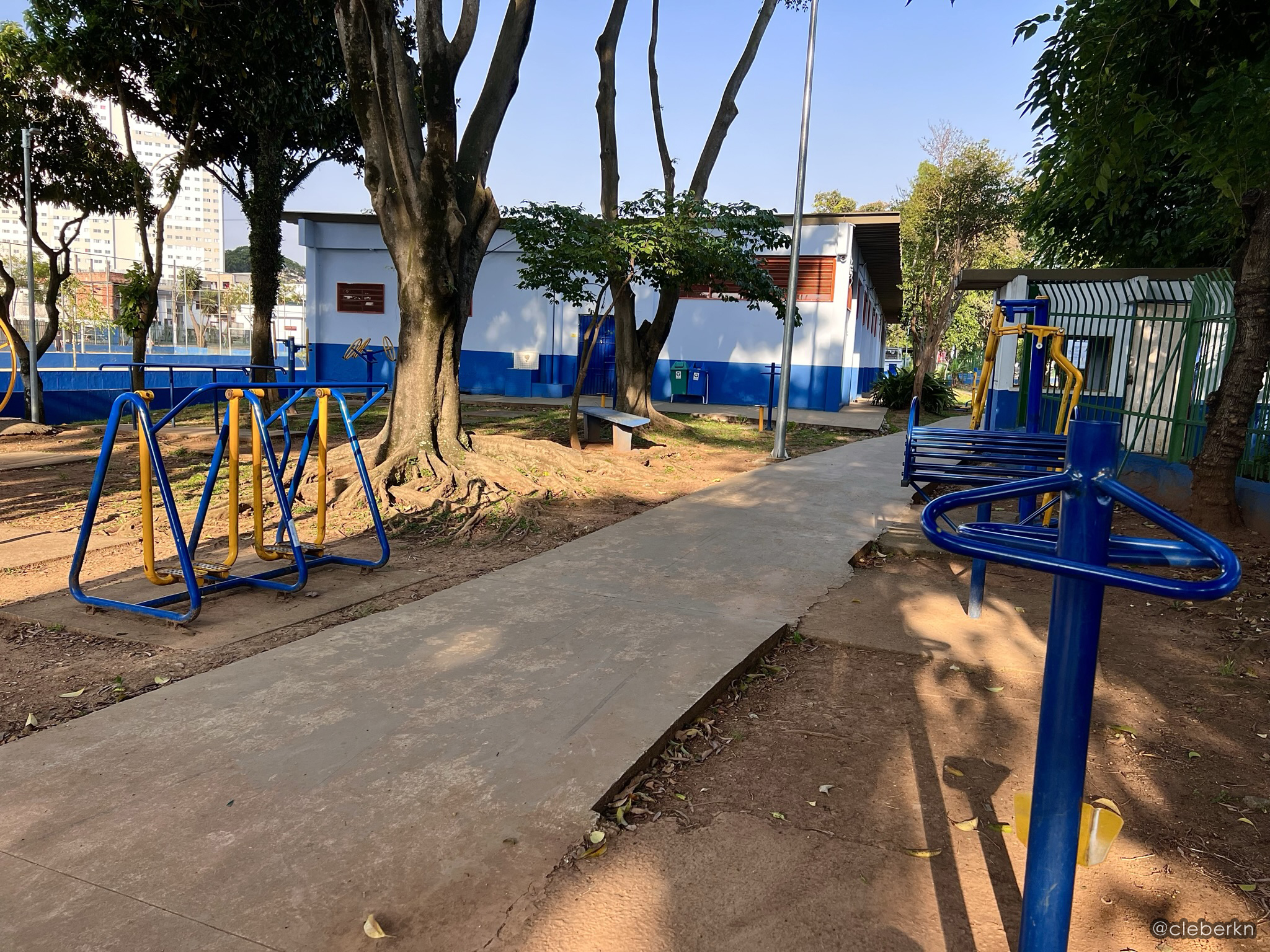
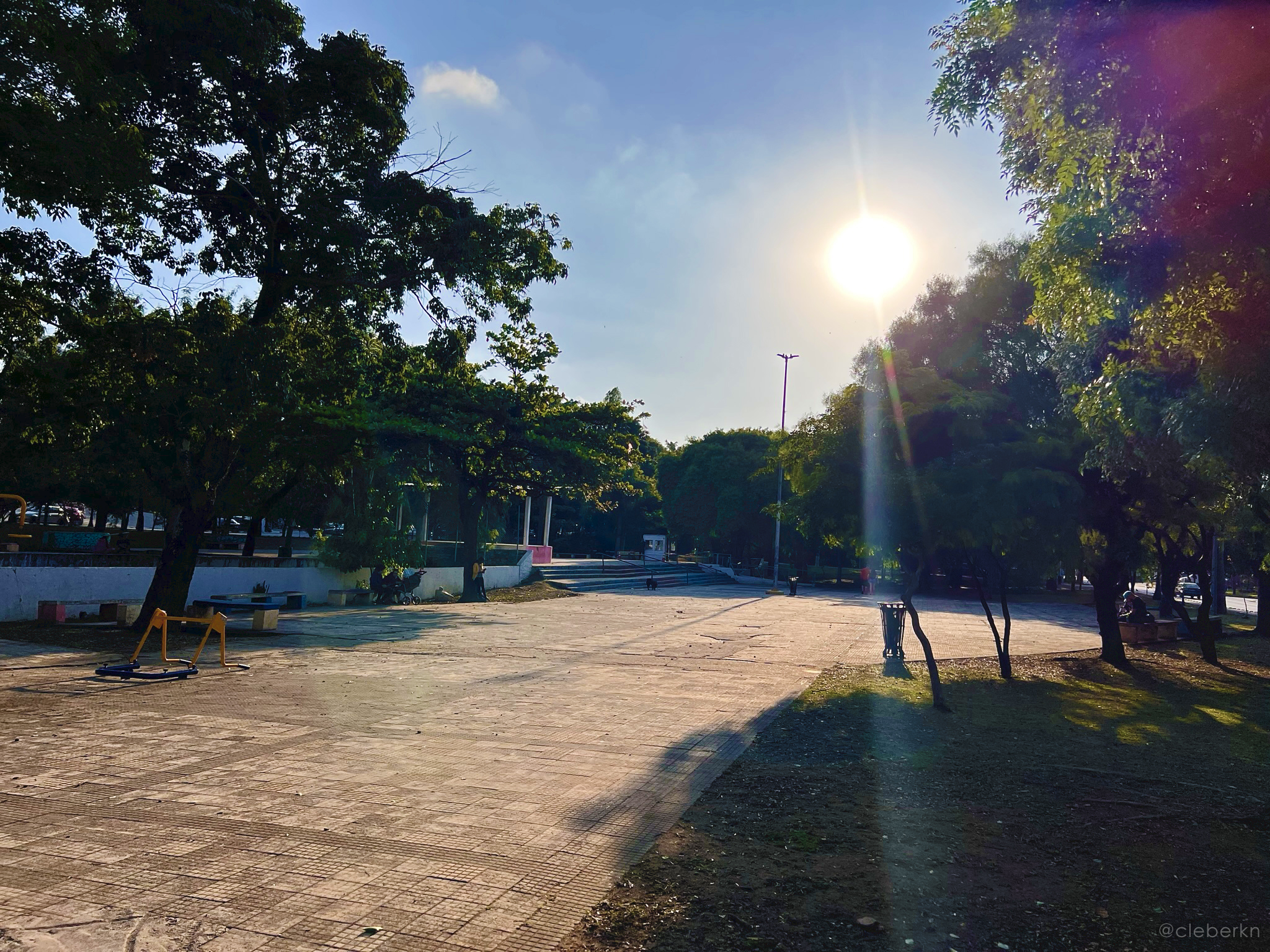
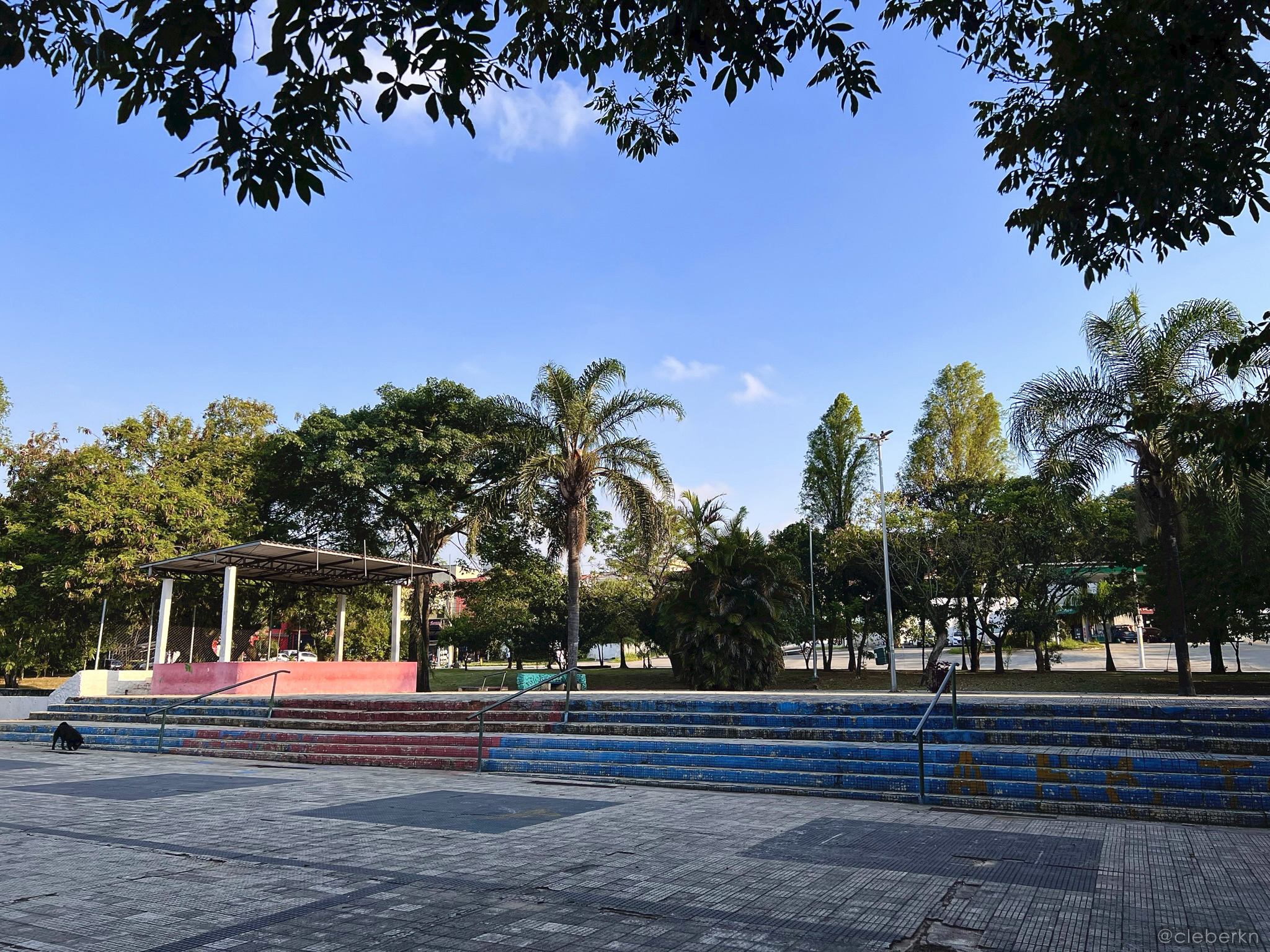
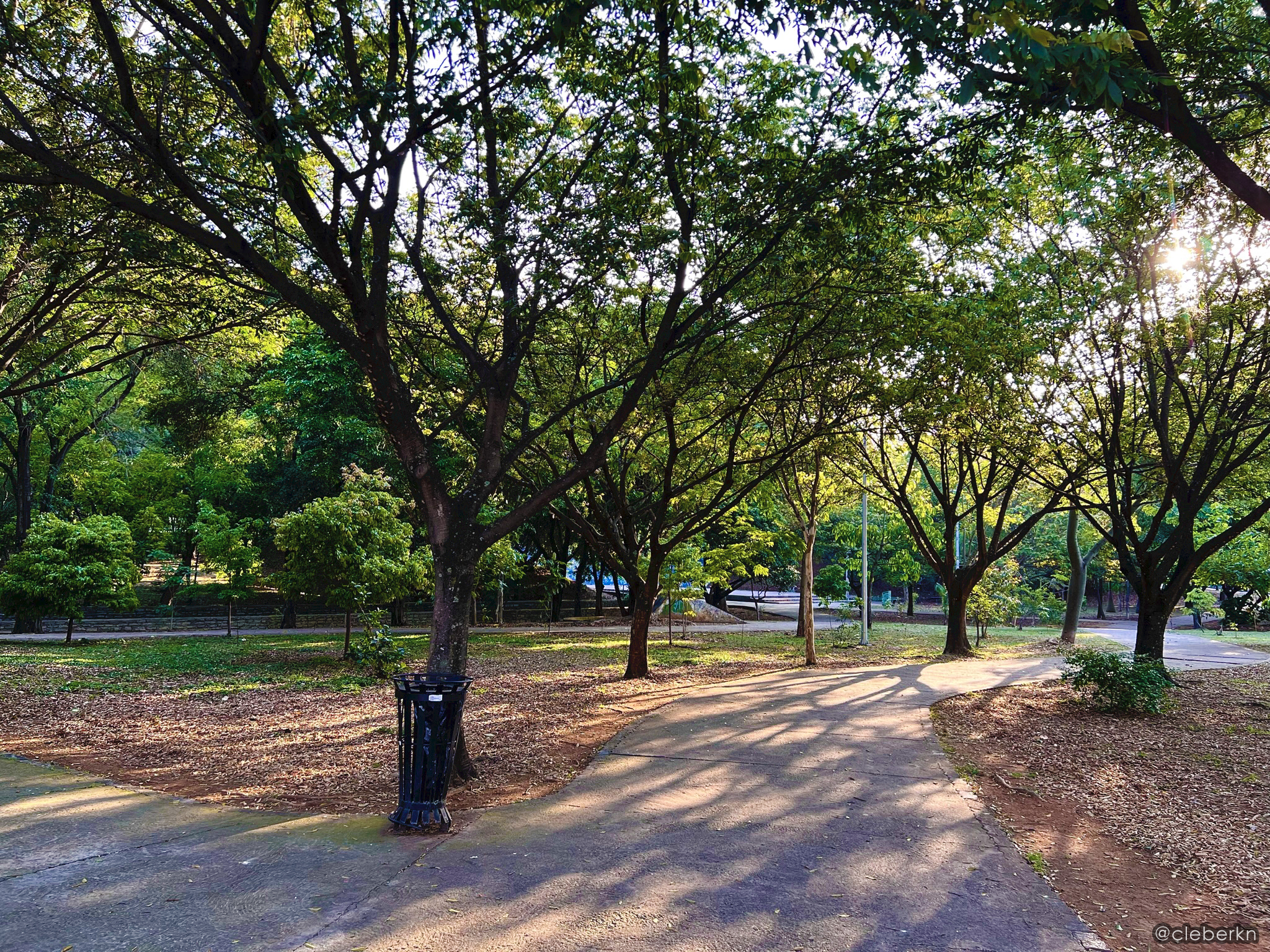
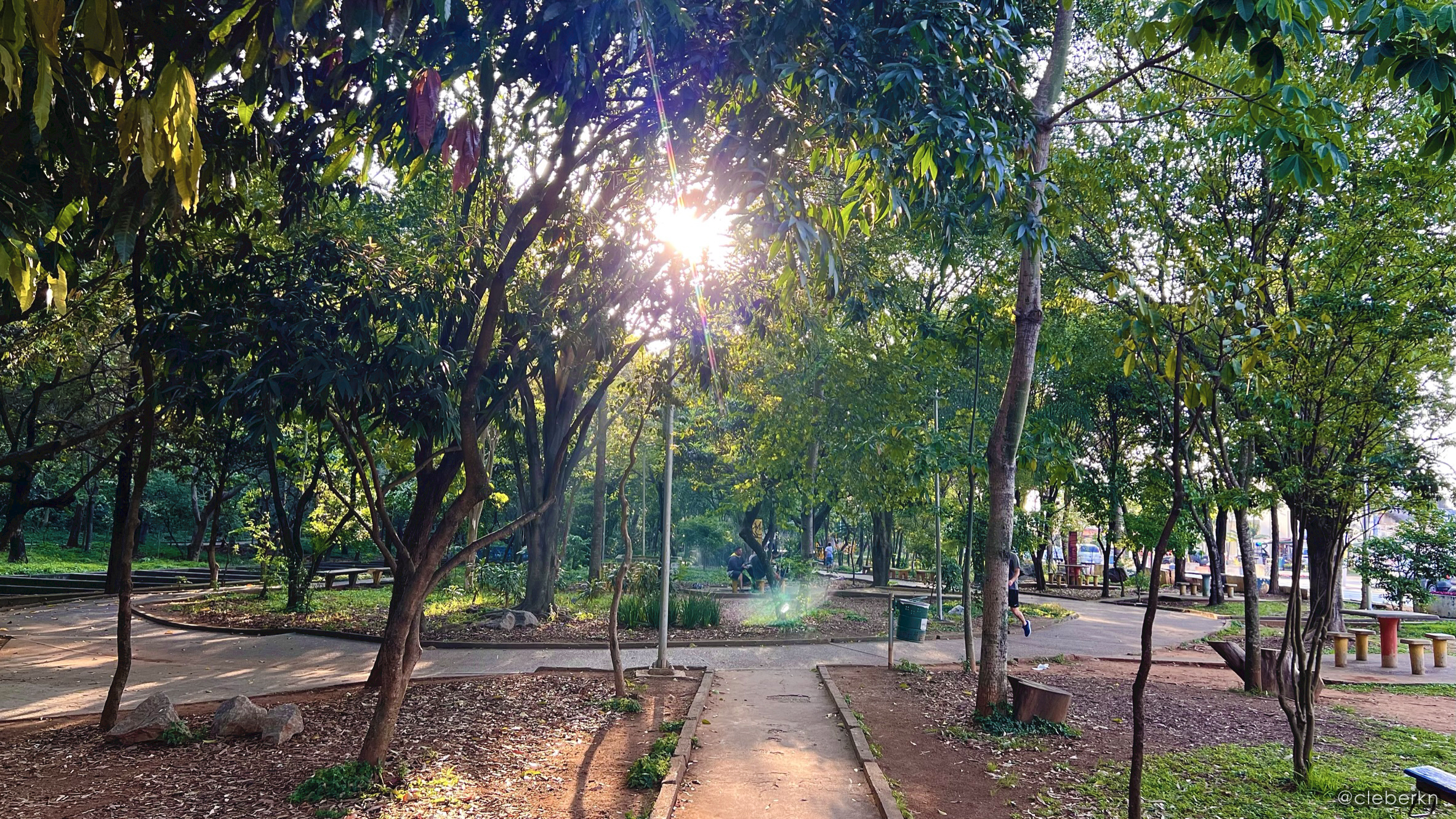
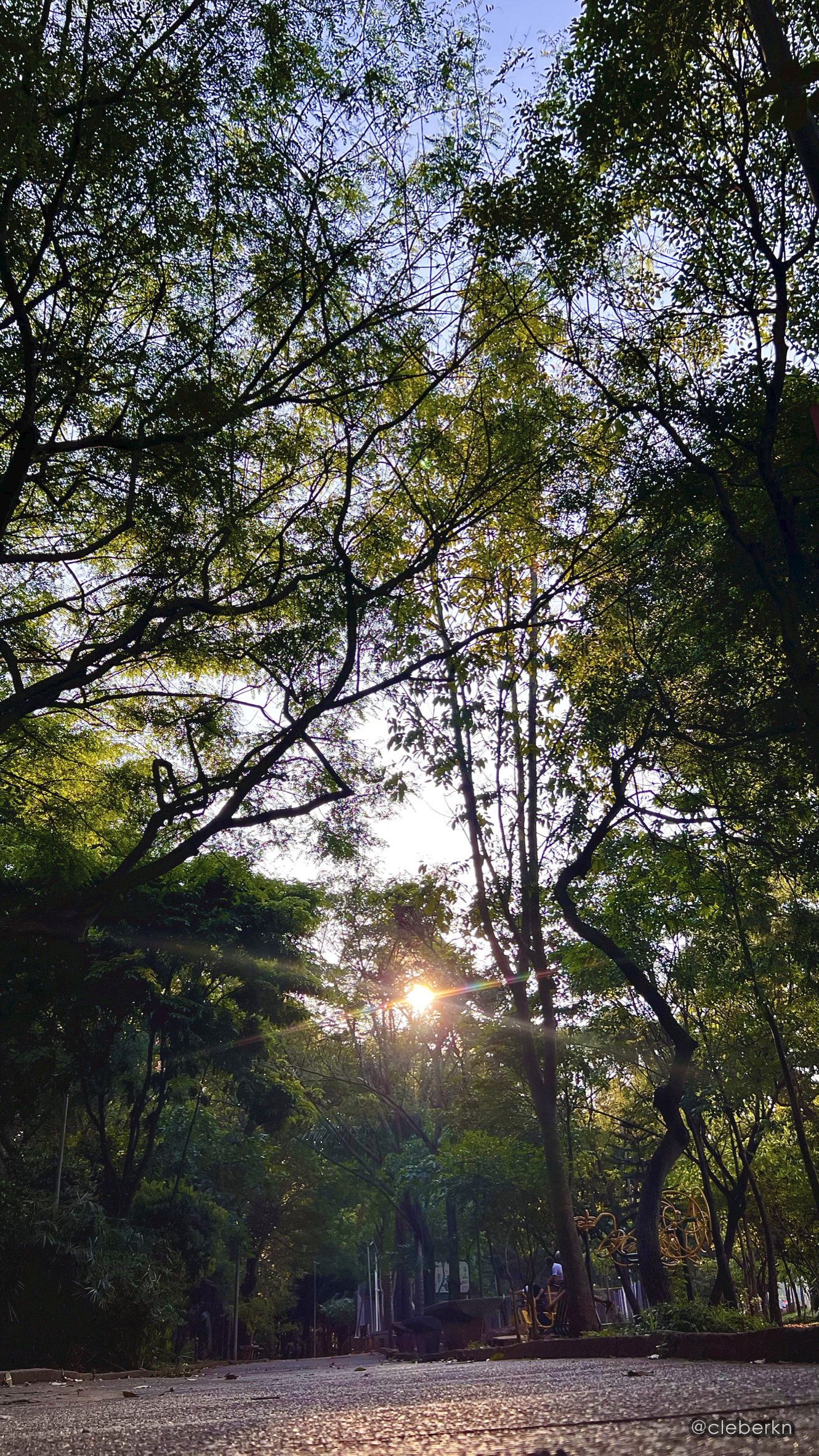
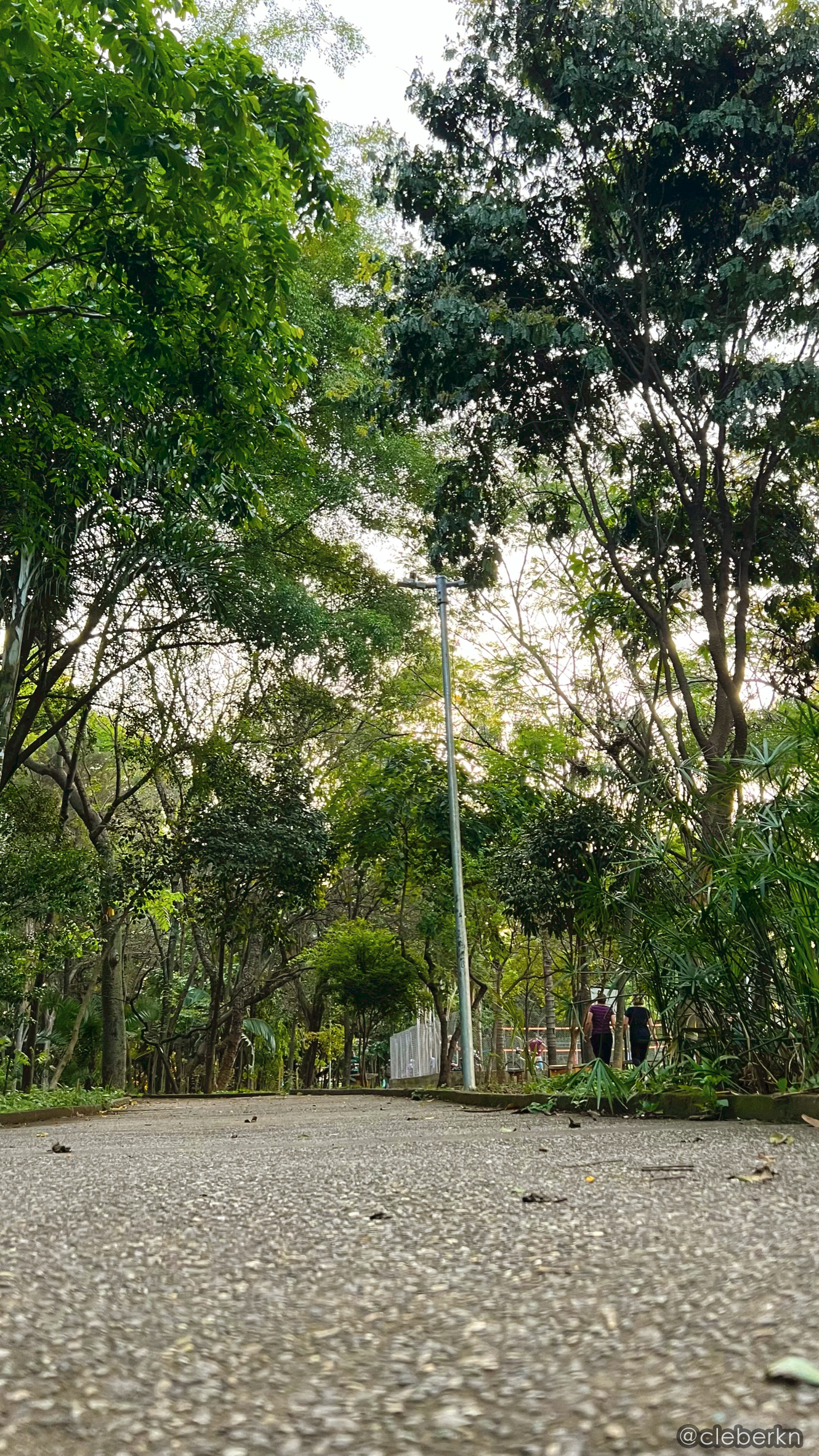
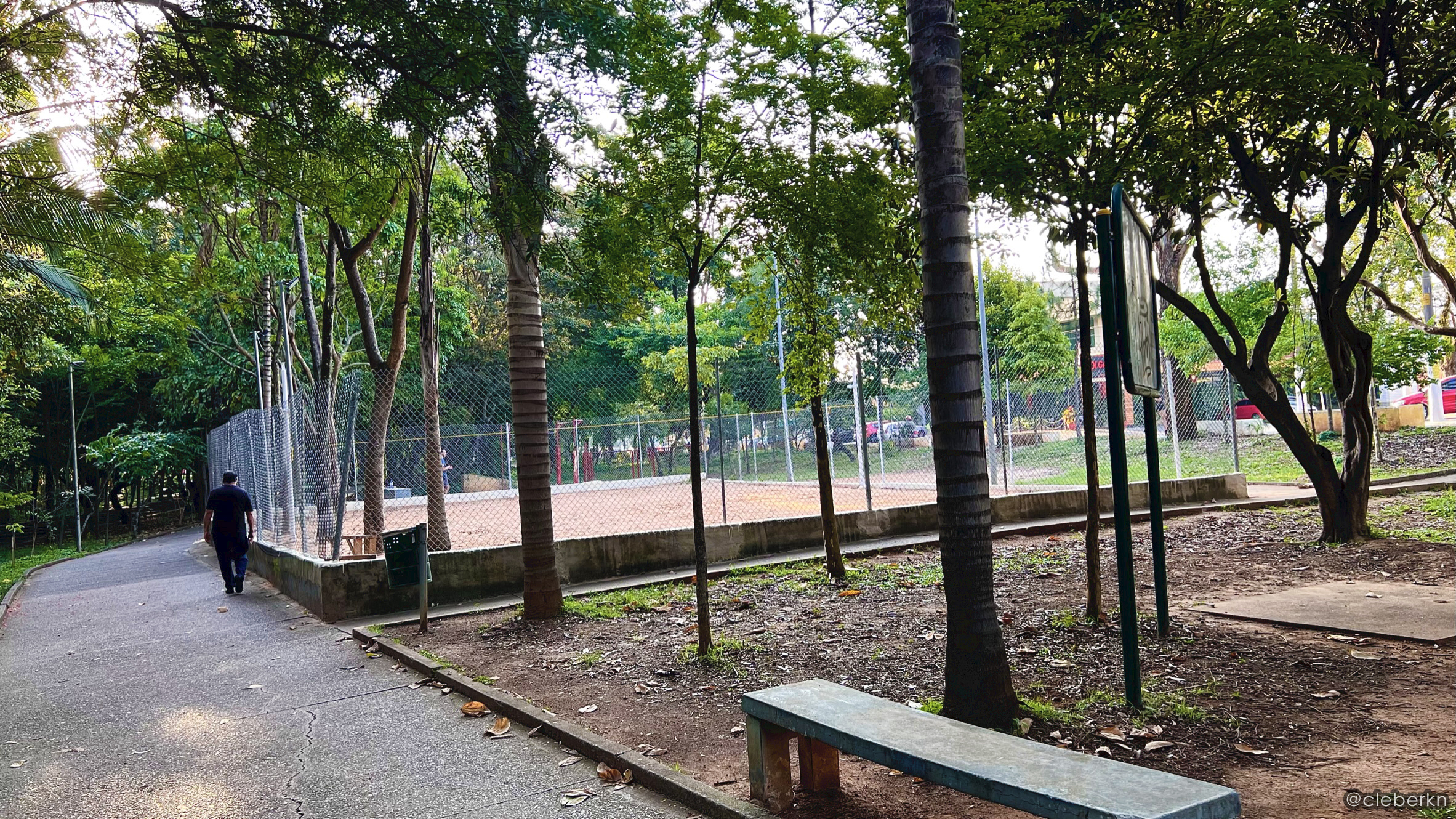
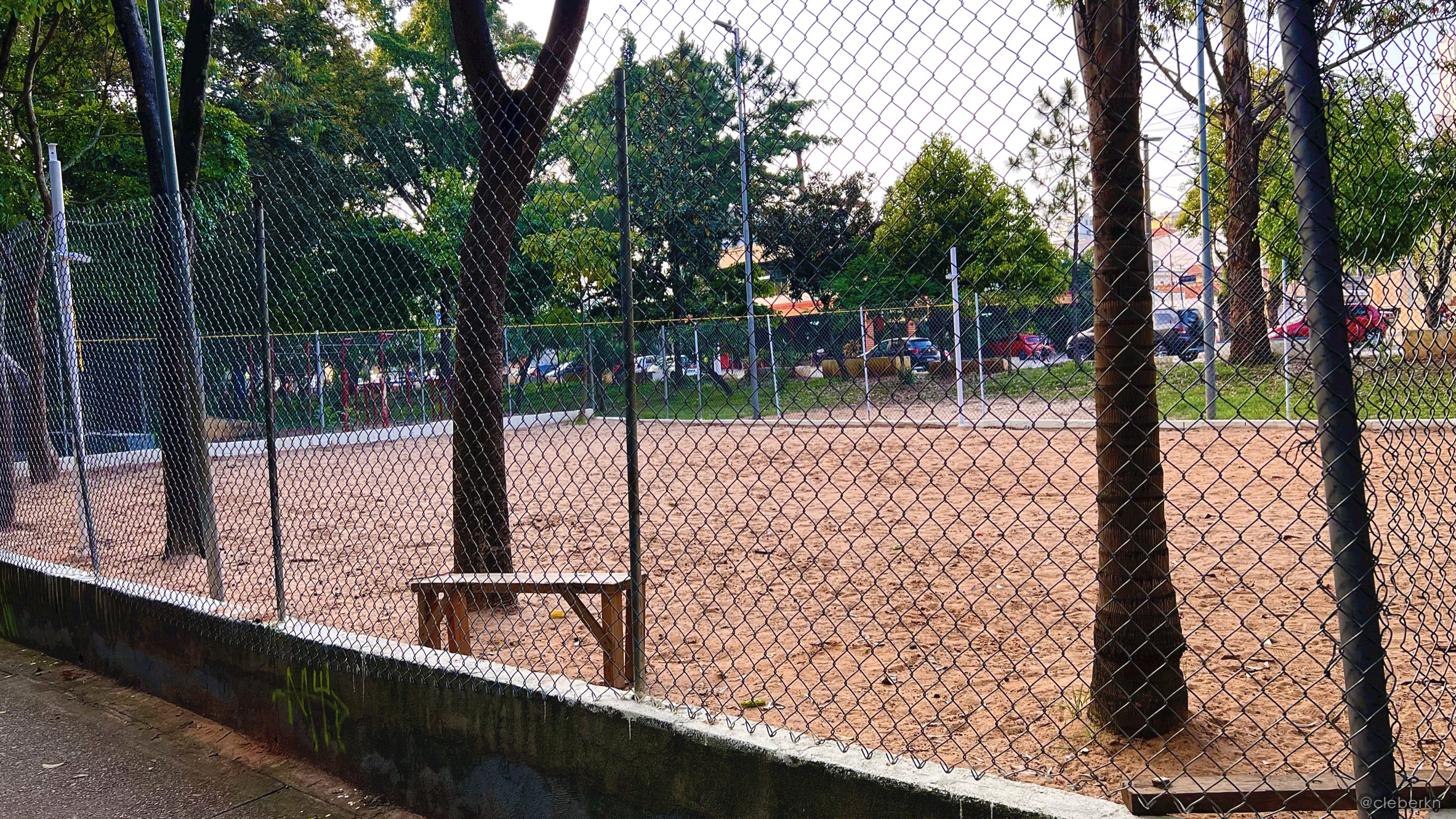
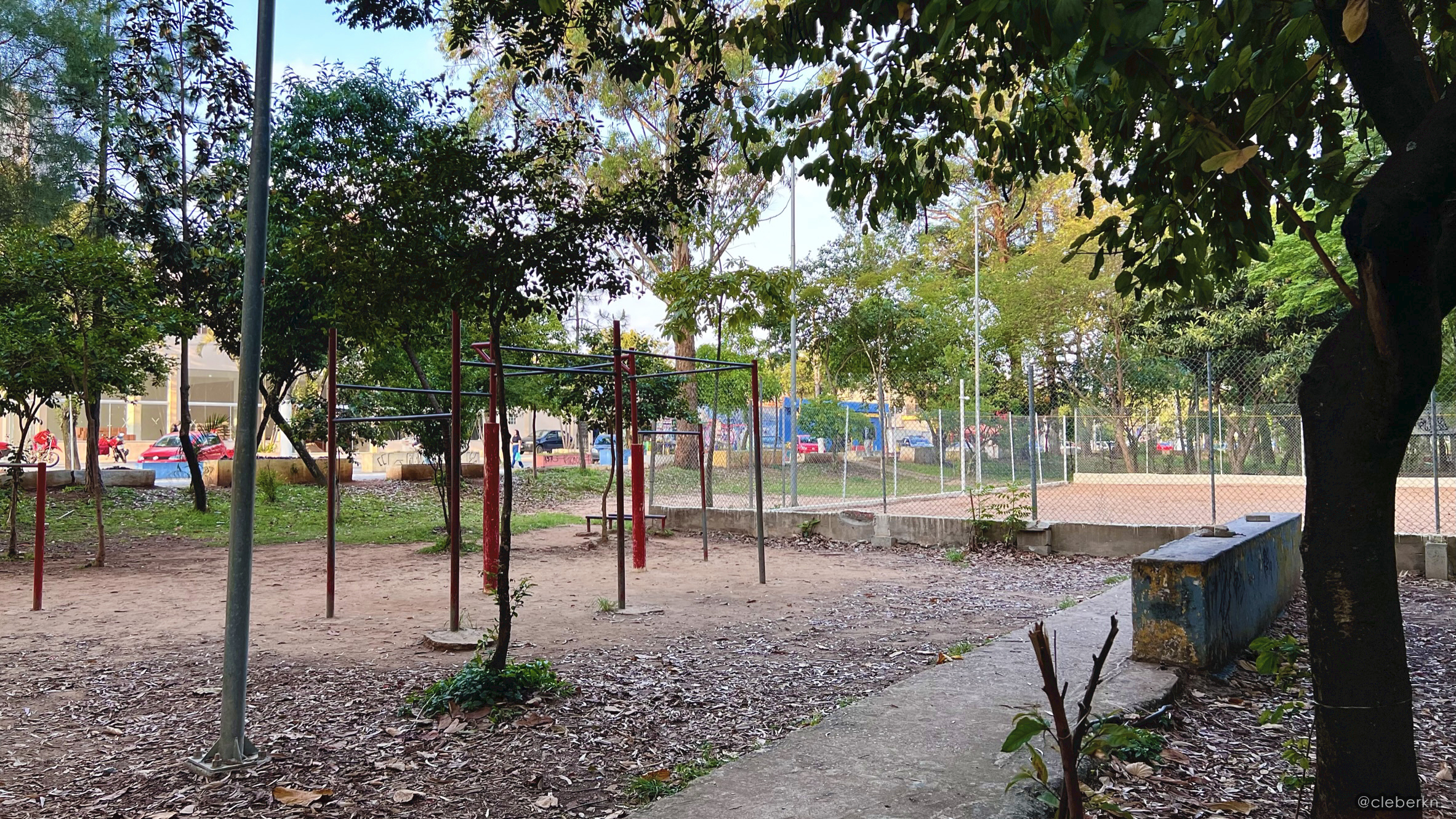
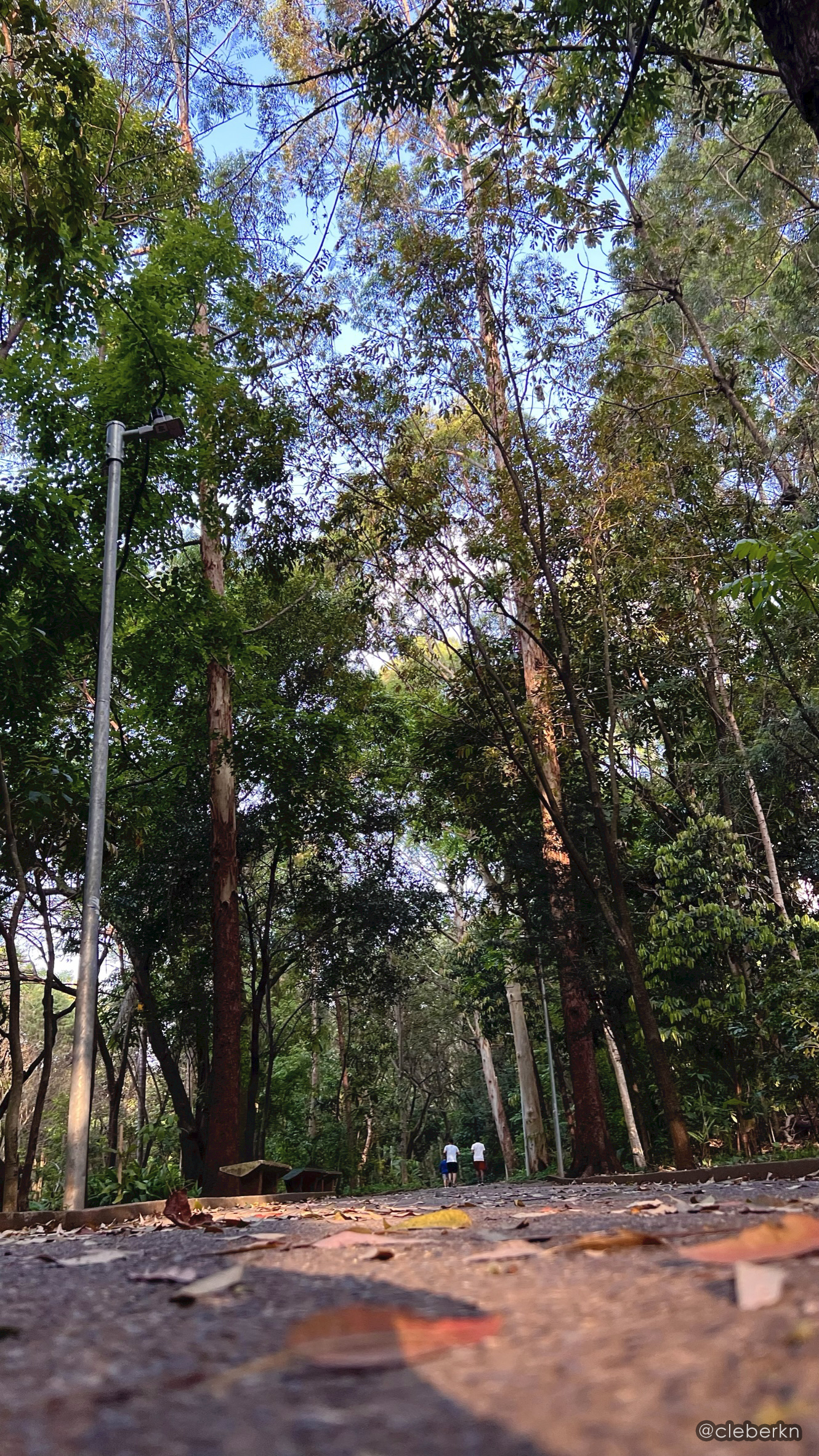
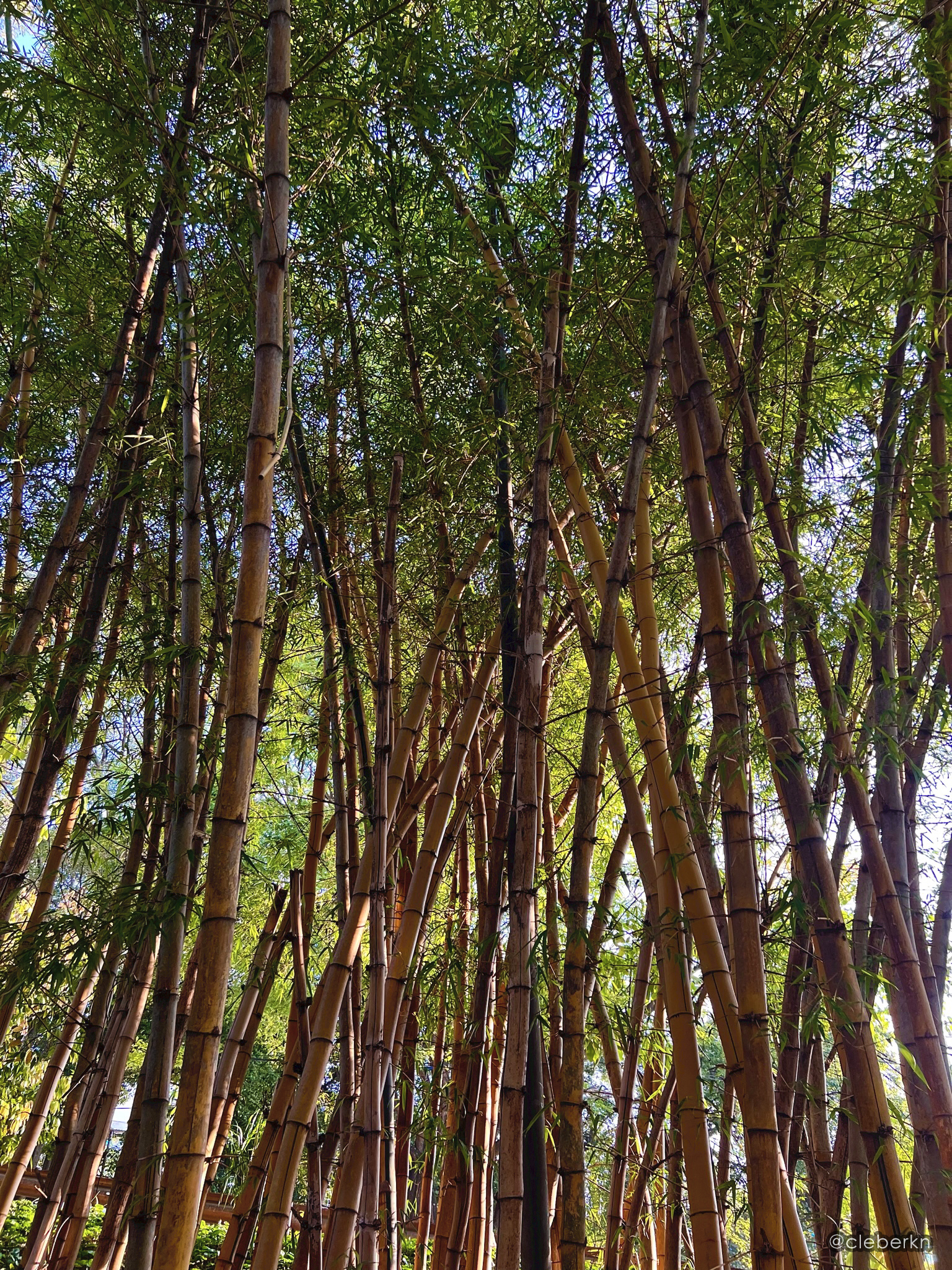
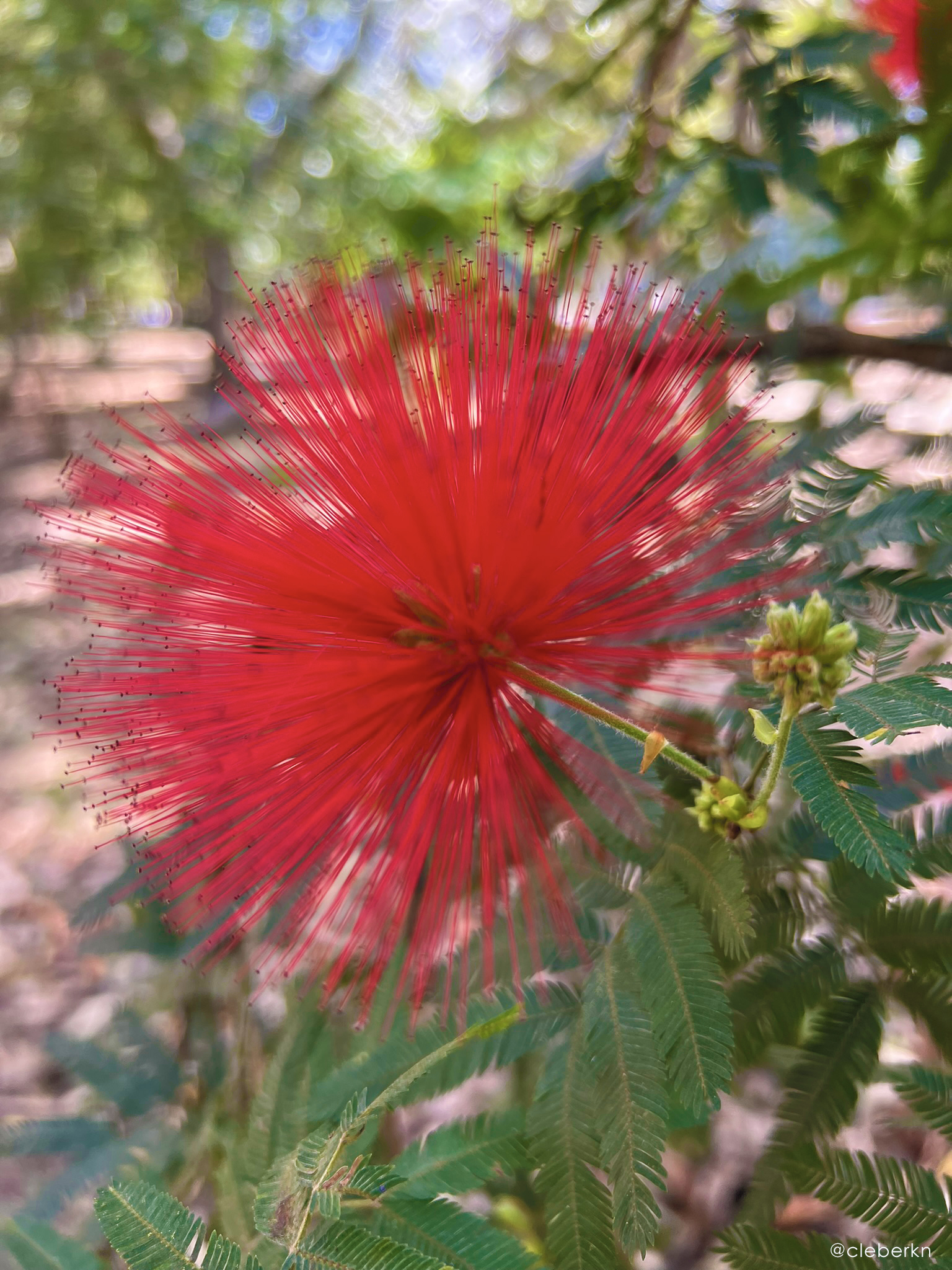
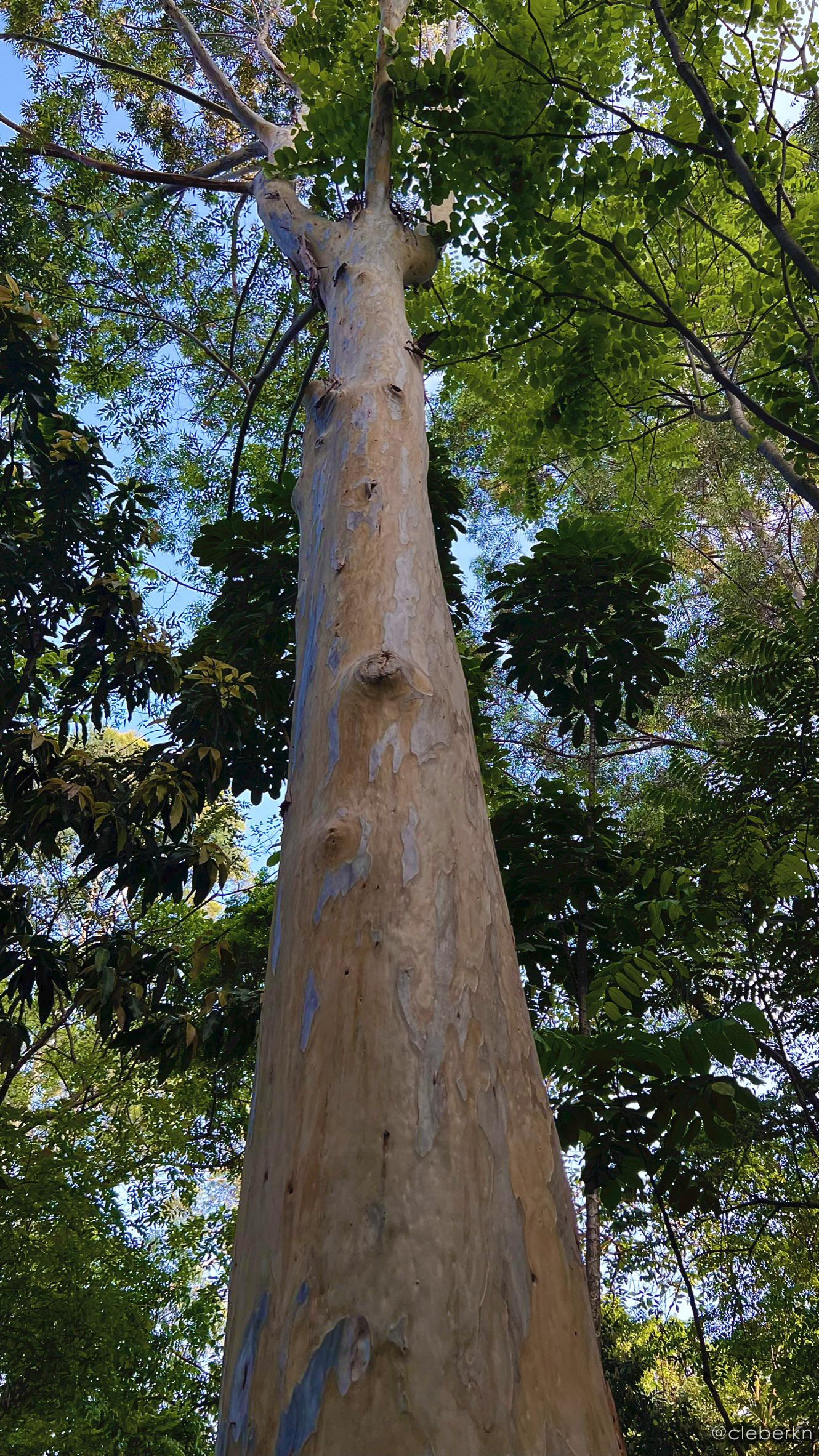
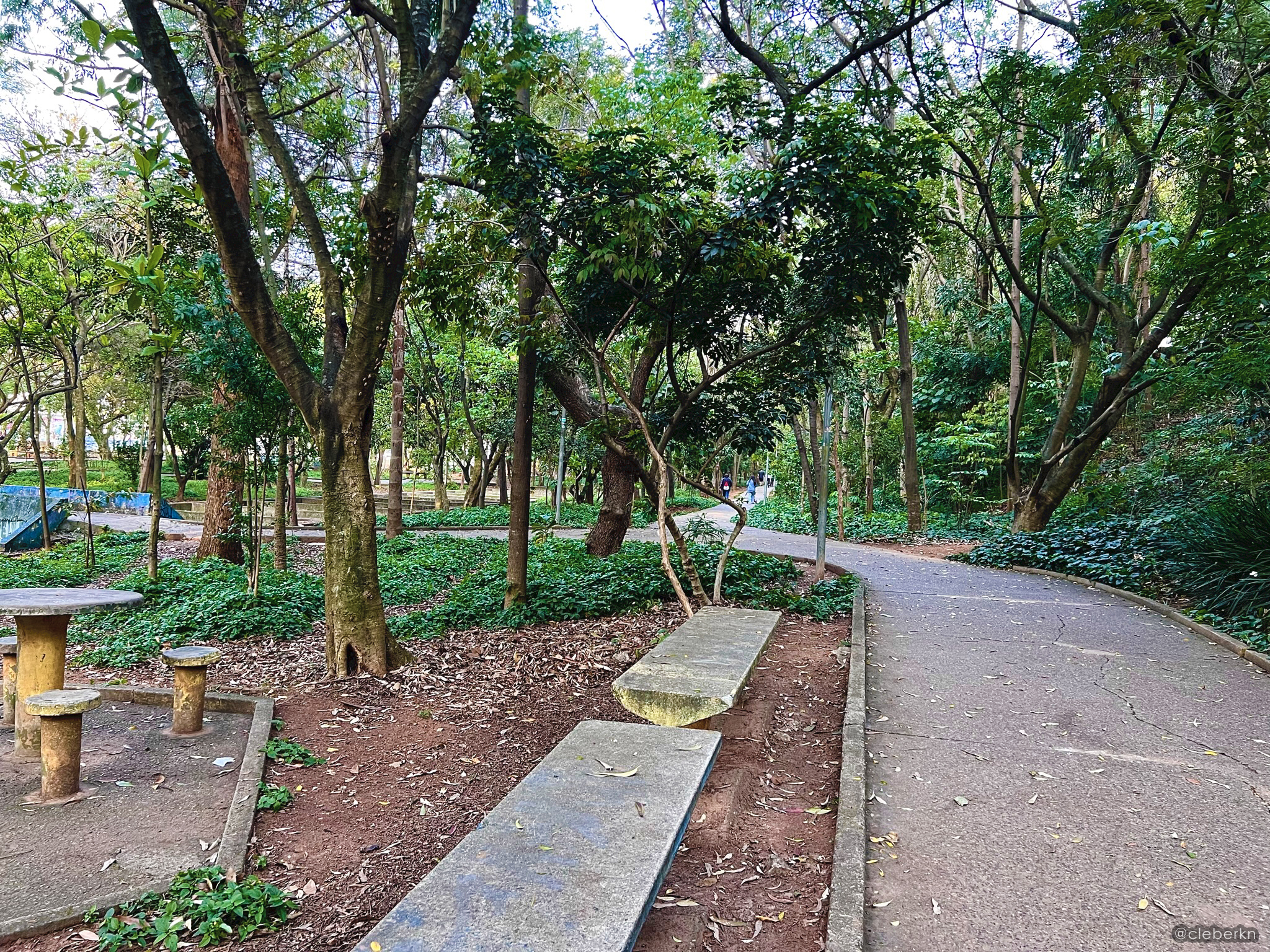
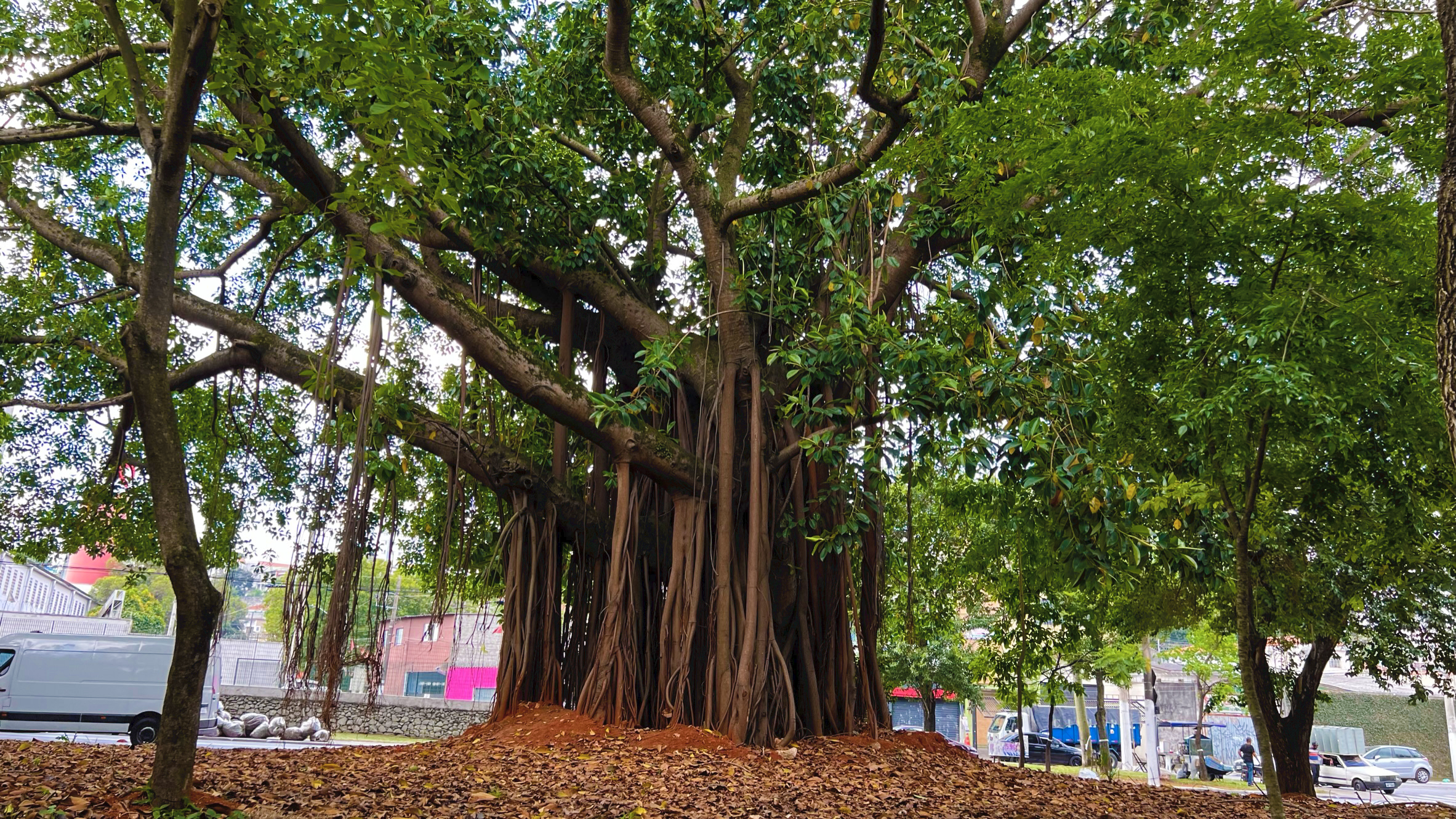
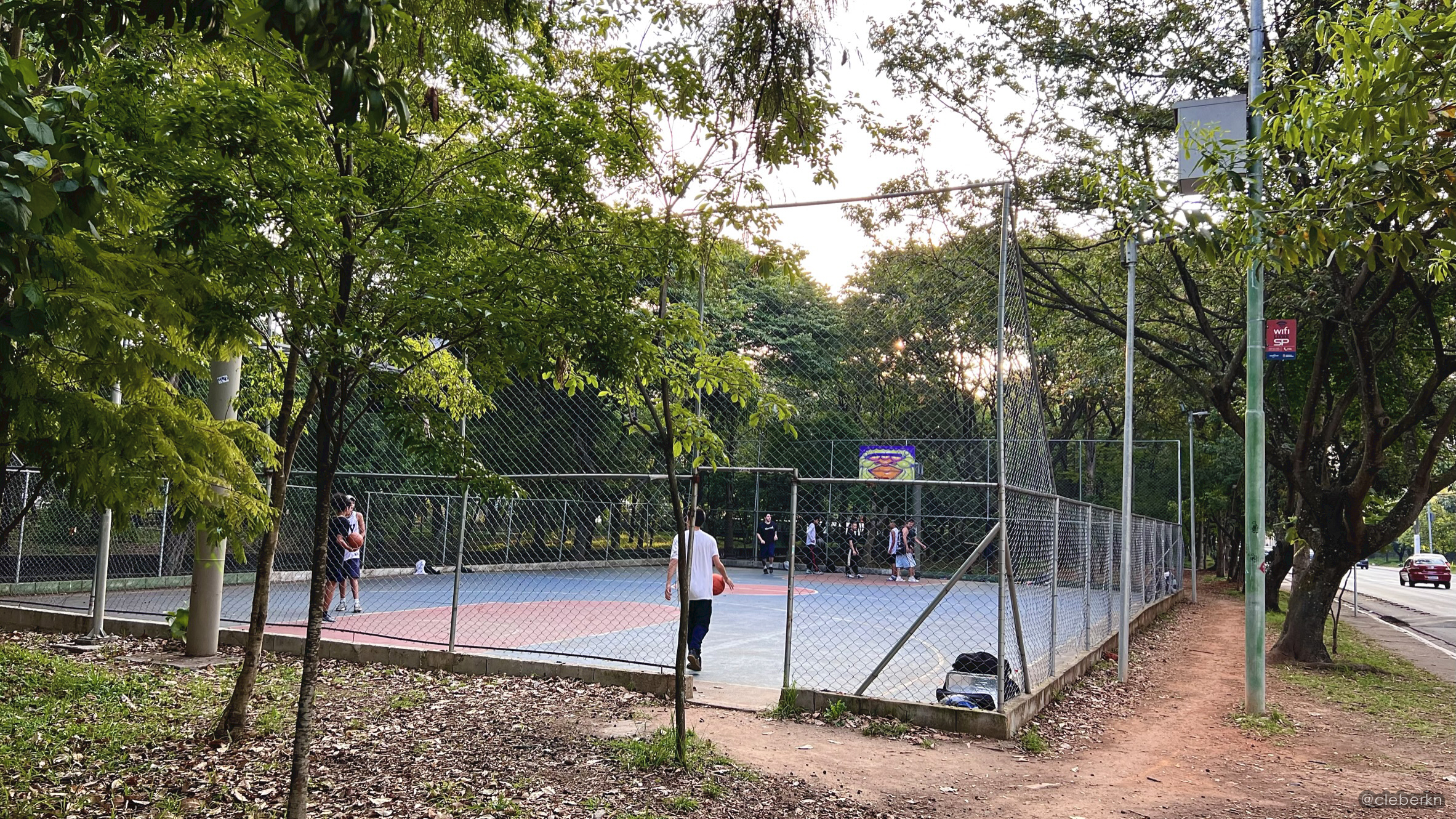
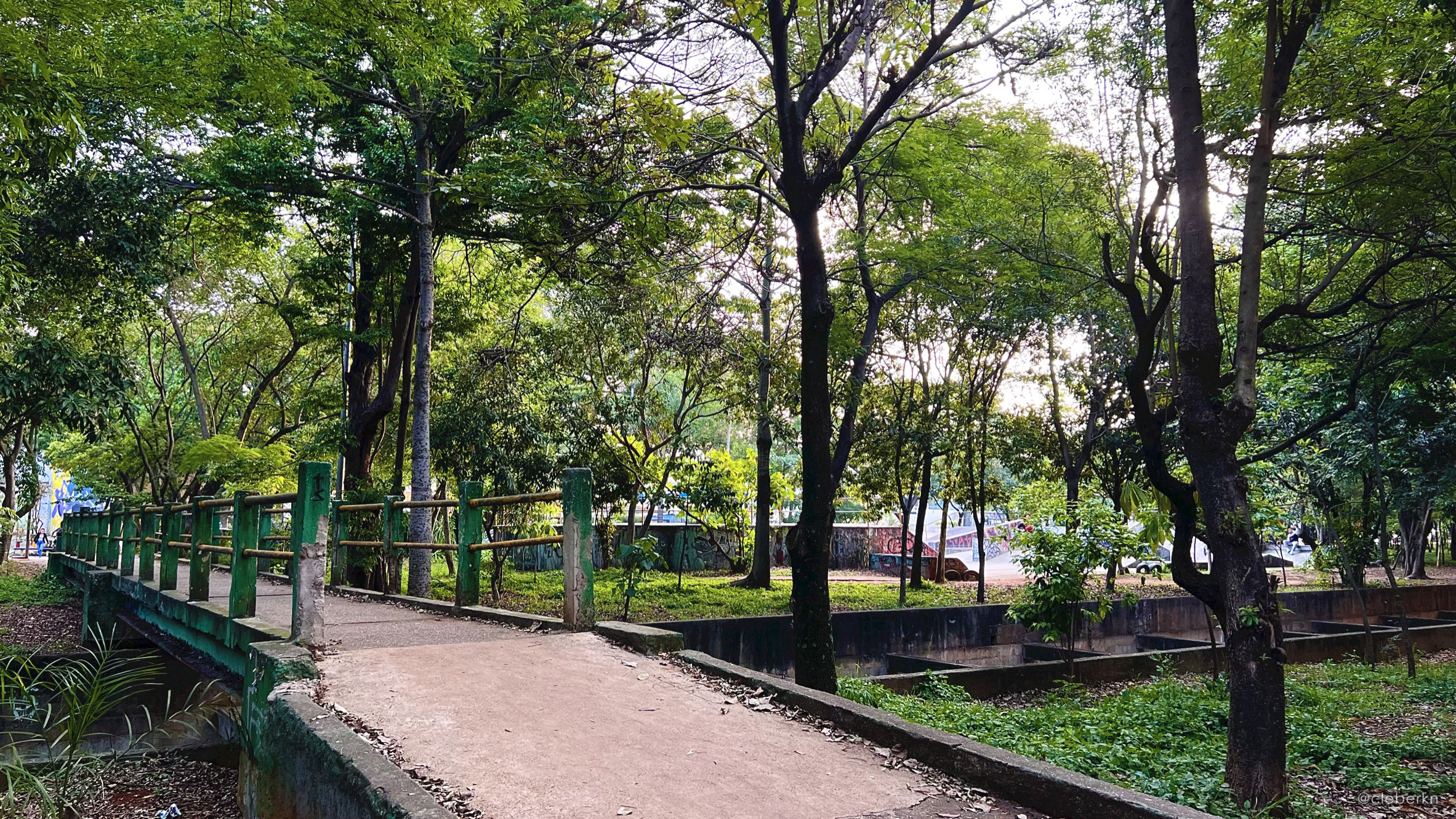
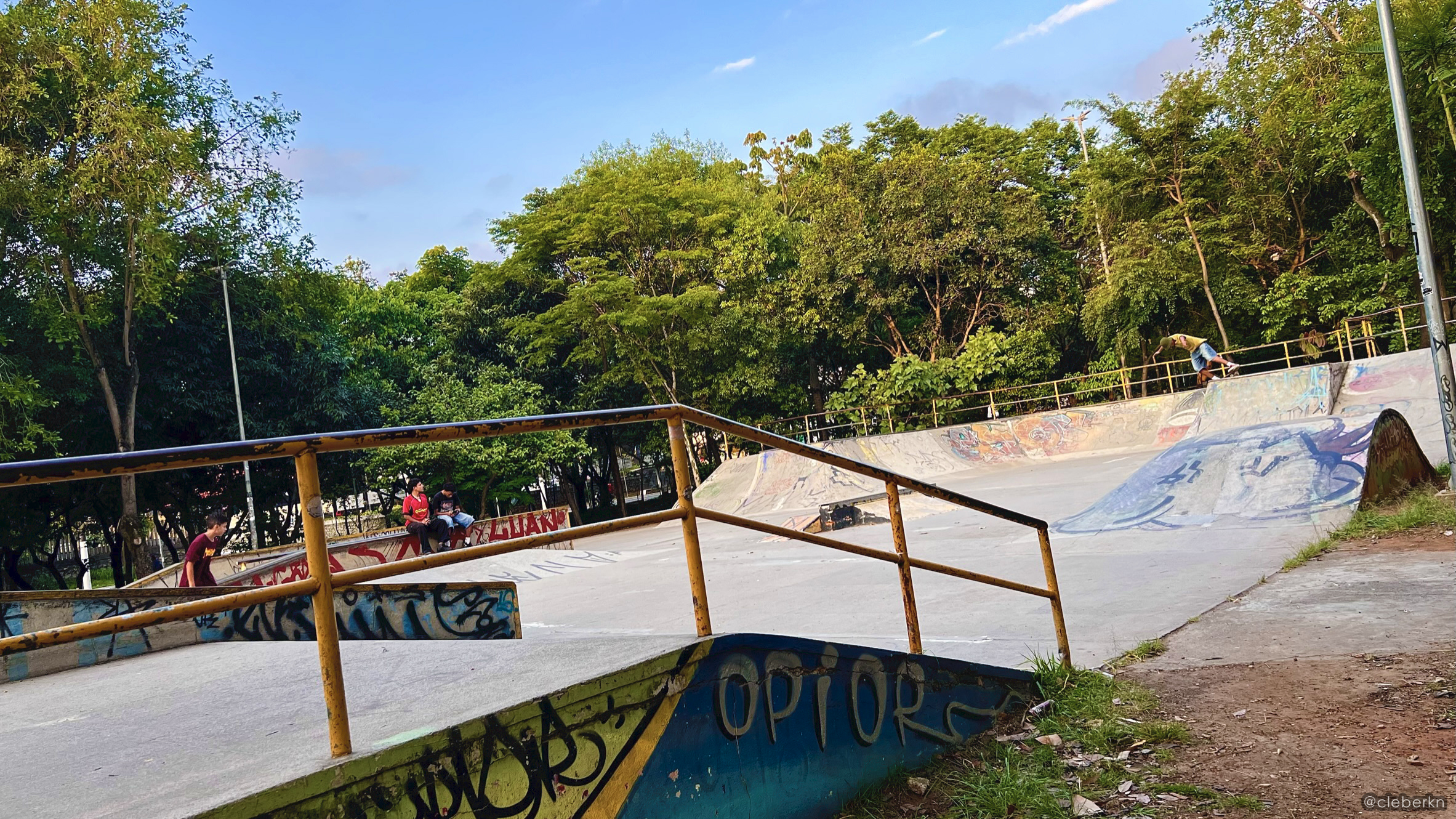
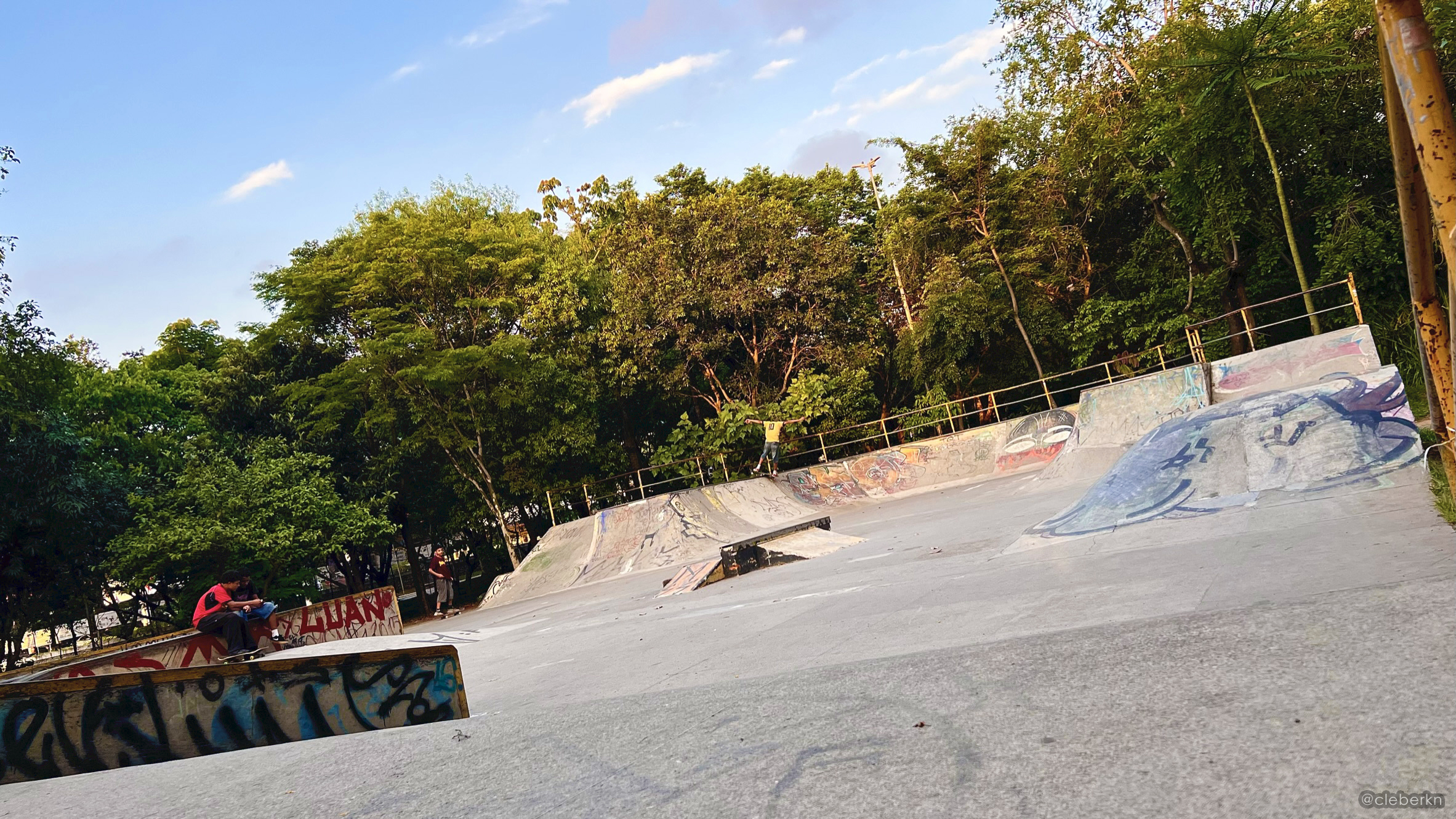
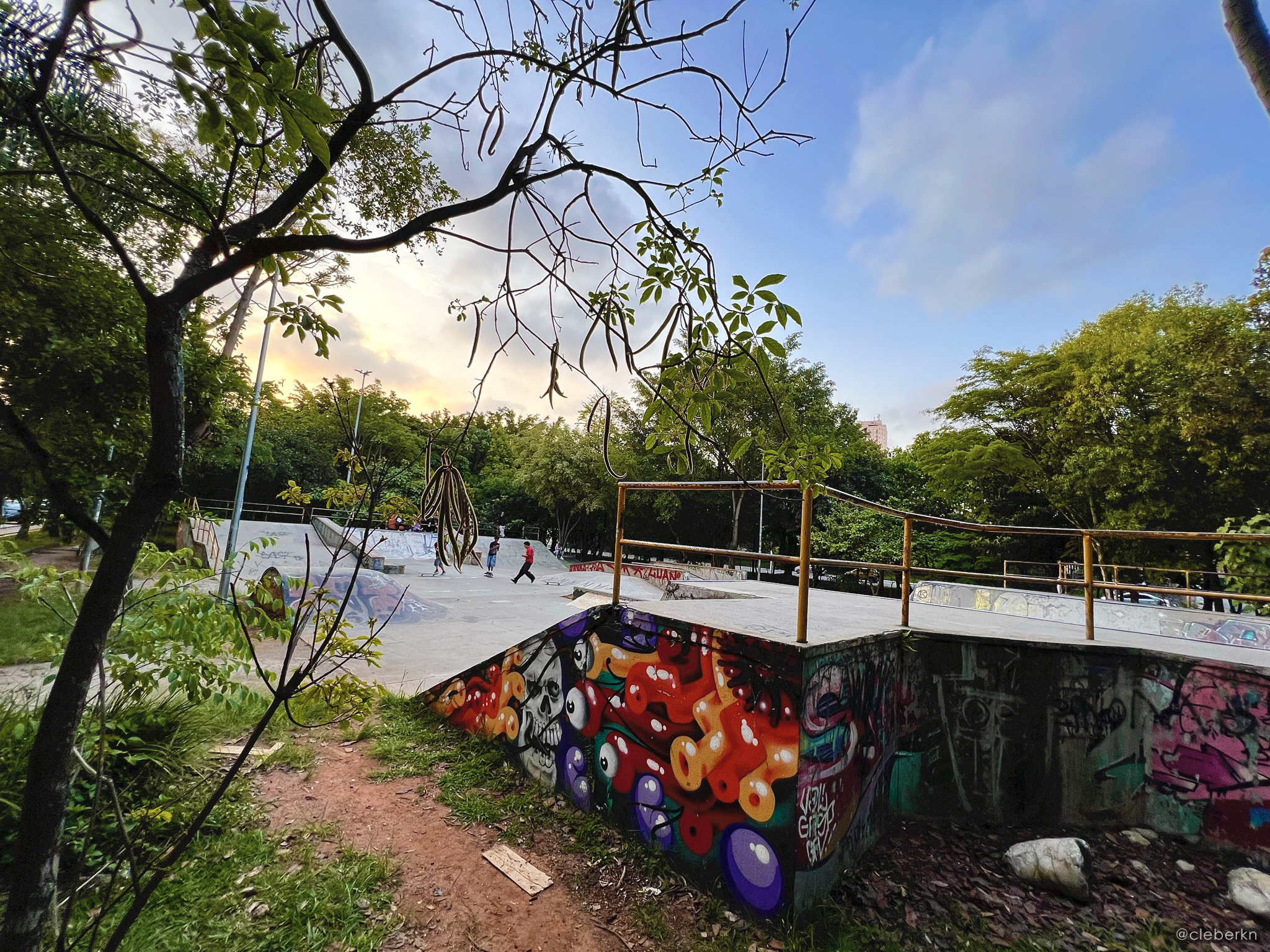
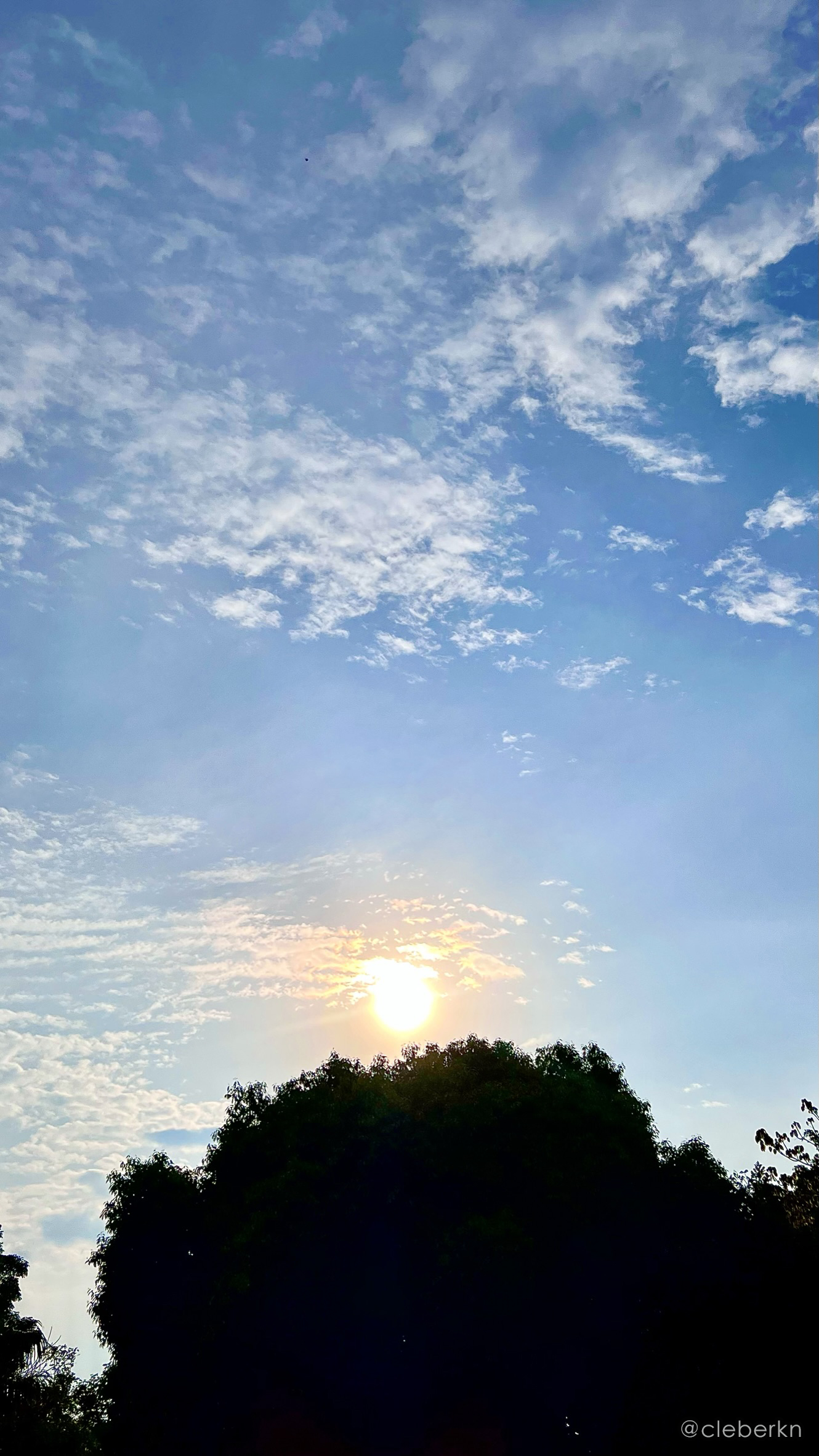
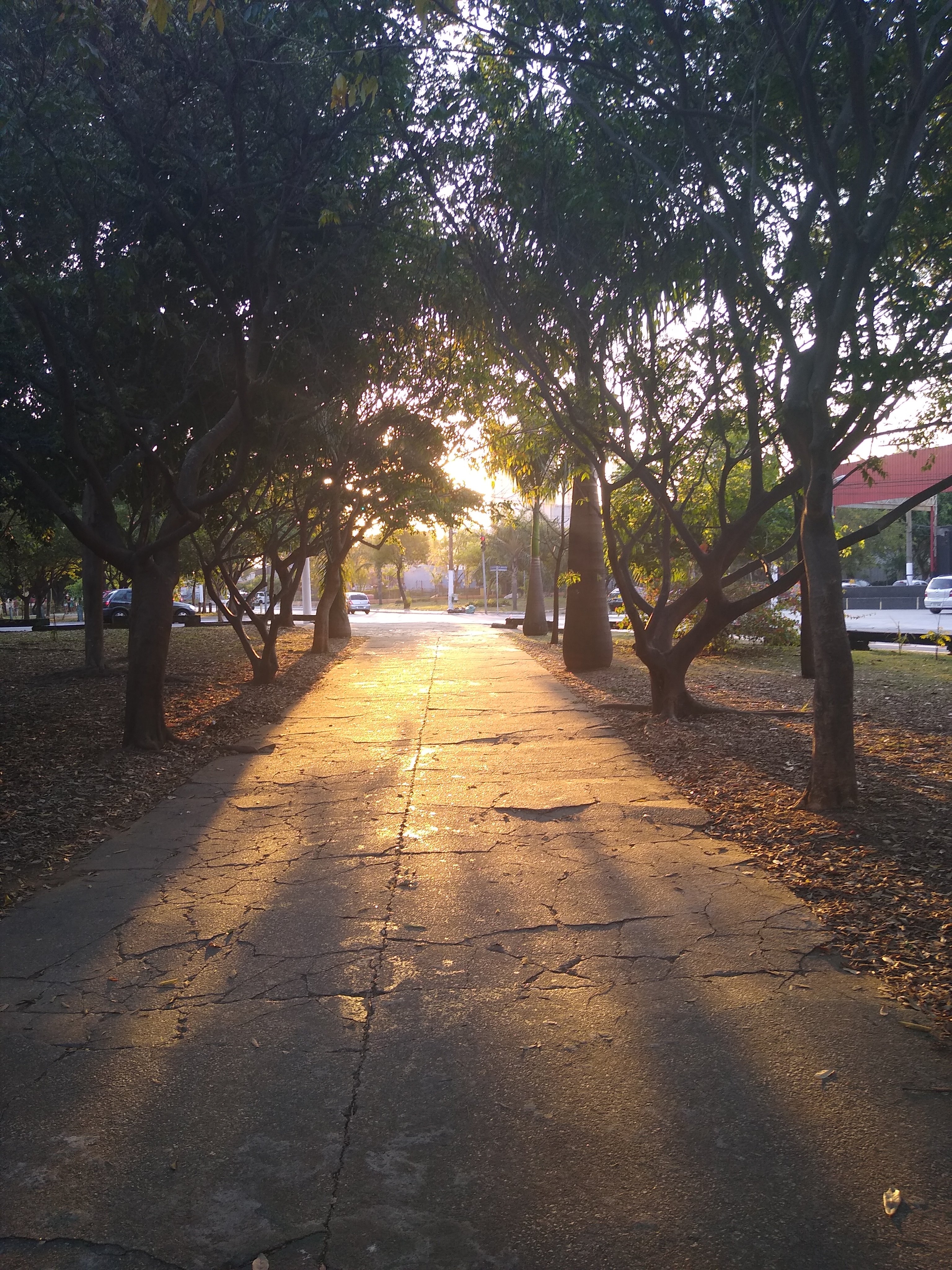
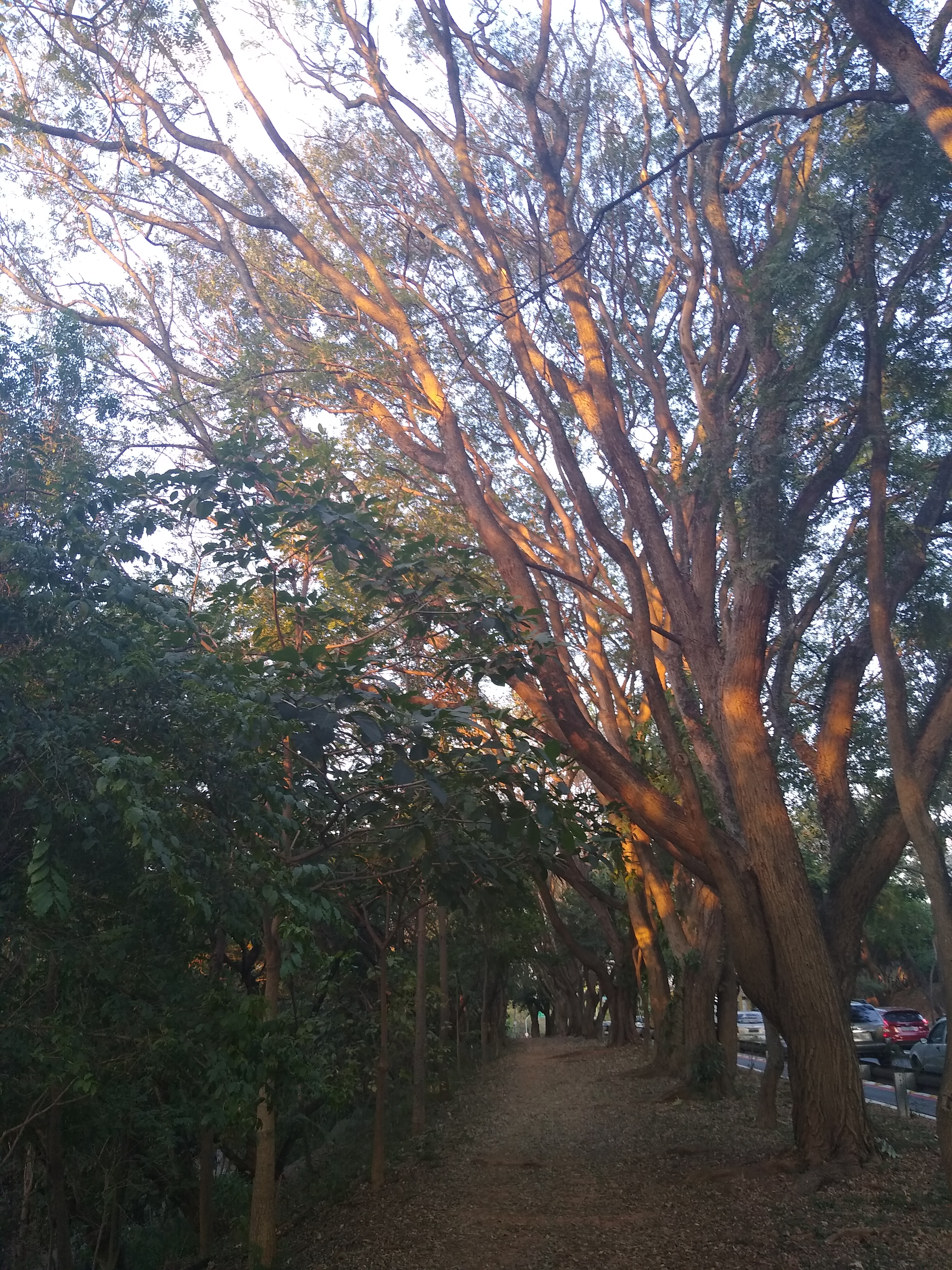
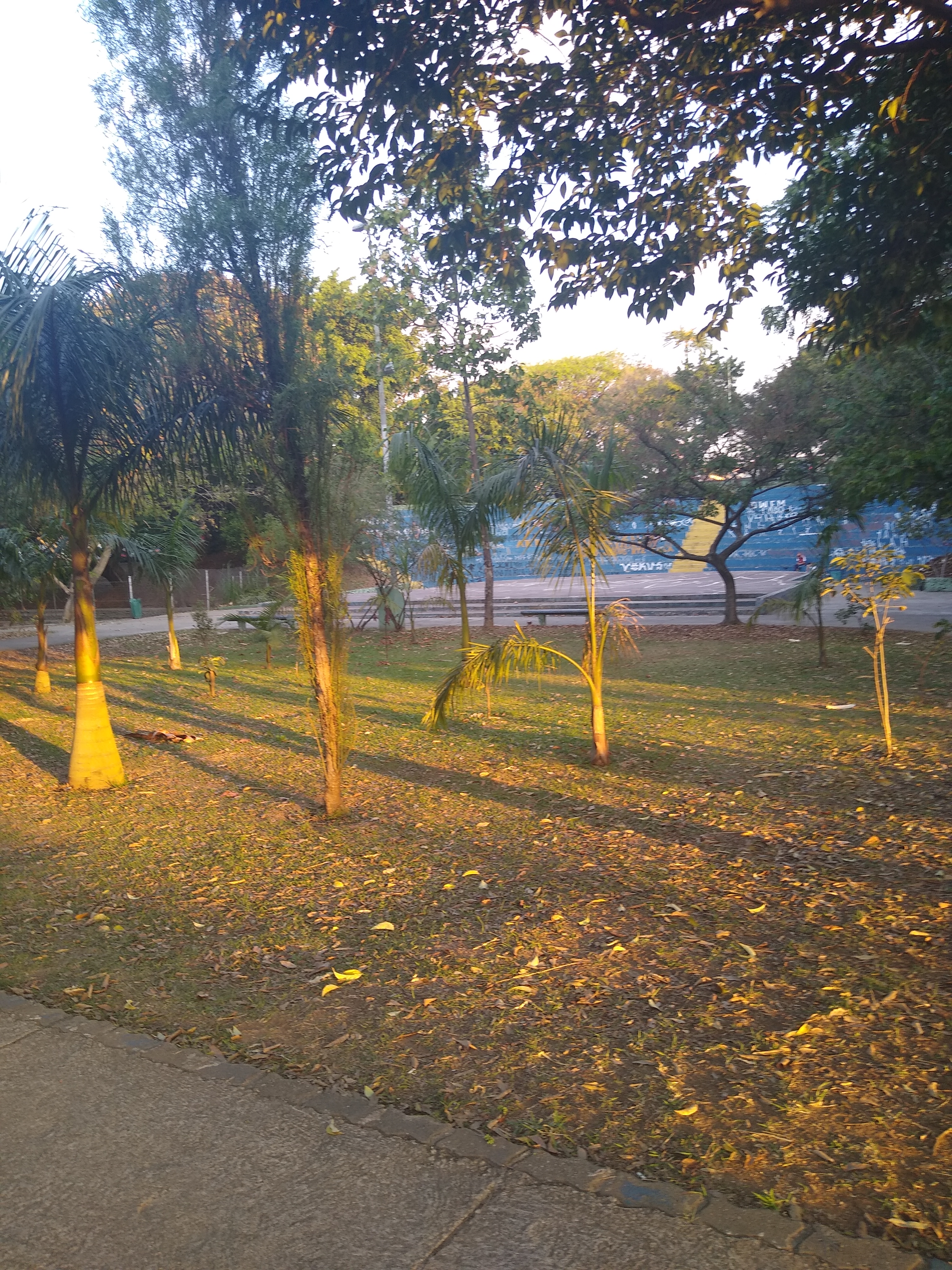
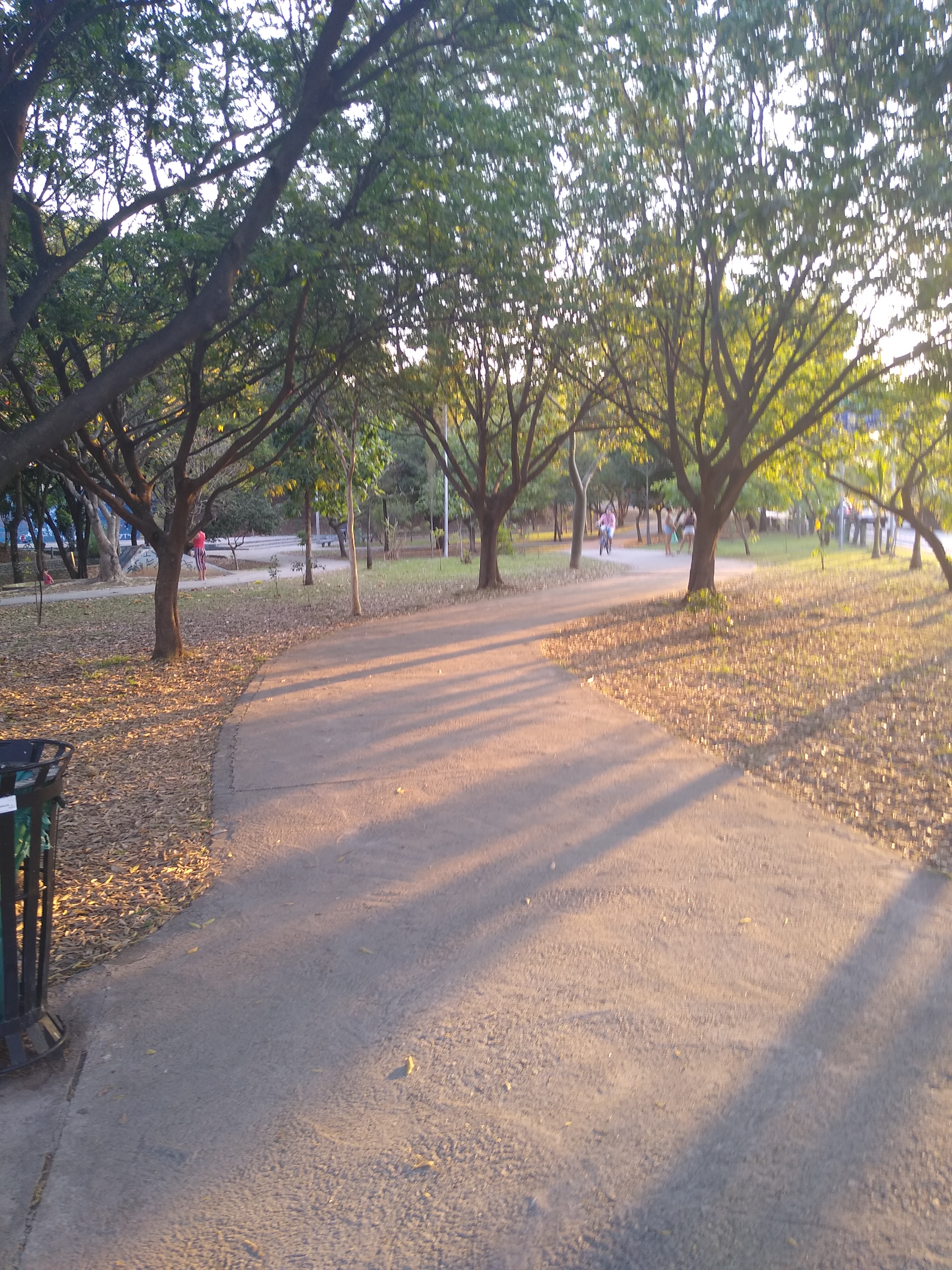
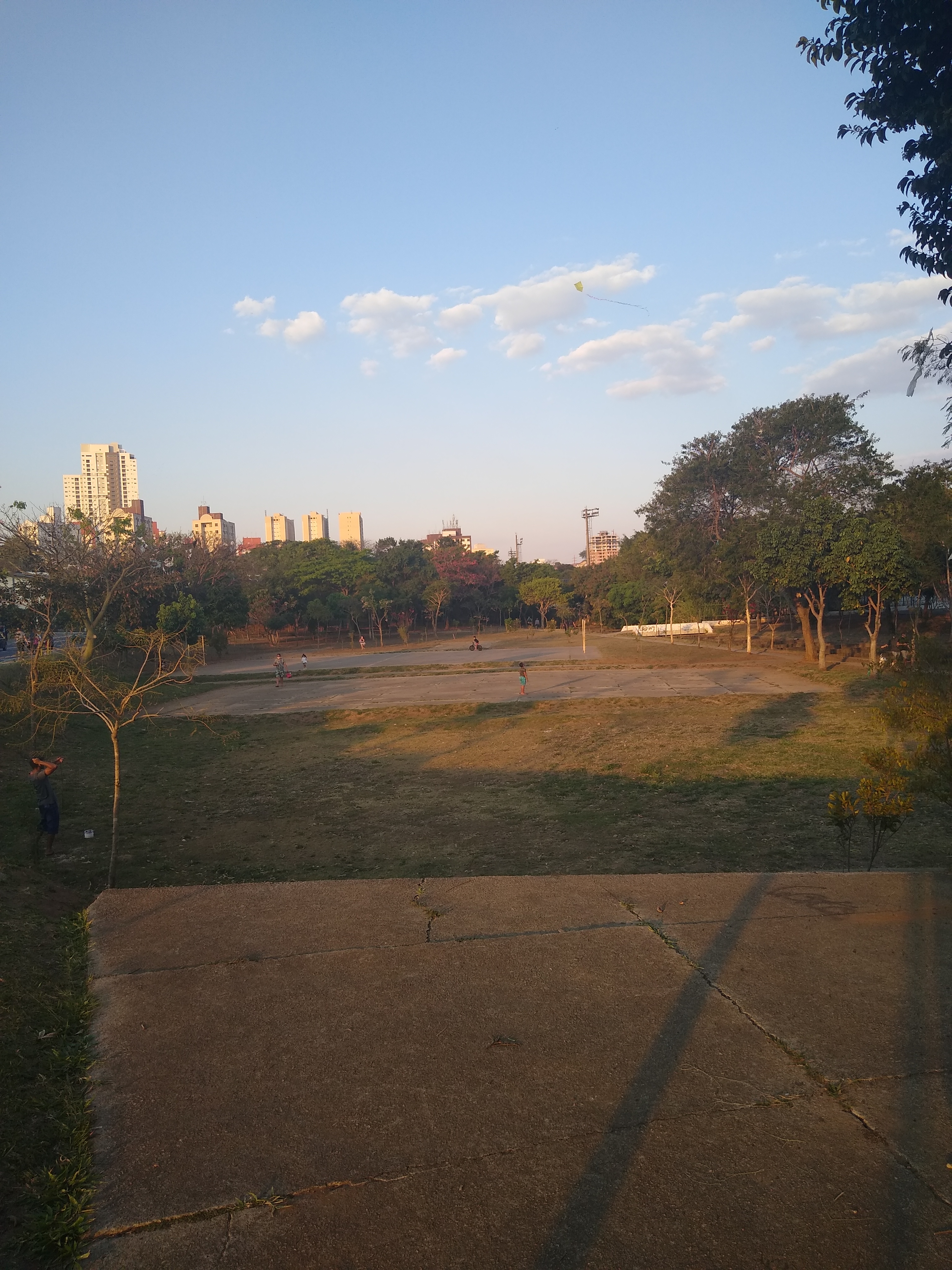